# 2022-es WTA-szezon
A 2022-es WTA-szezon a WTA, azaz a női profi teniszezők nemzetközi szövetsége által megszervezett versenysorozat 2022-es évada. A szezon magába foglalja a Nemzetközi Teniszszövetség (ITF) által felügyelt Grand Slam-tornákat, a WTA1000 és WTA500 tornákat, a WTA250 tornákat, az ITF által szervezett Billie Jean King-kupát, valamint a két év végi versenyt, a WTA Elite Trophy tornát és a WTA Finals világbajnokságot.
2021. december 2-án a WTA elnöke, Steve Simon bejelentette, hogy 2022-től felfüggesztik az összes Kínában és Hongkongban megrendezésre kerülő versenyt a Peng Suajt ért retorzió miatt, amely a Kínai Kommunista Párt magas rangú tagjától elszenvedett szexuális zaklatás nyilvánosságra hozatala után érte a kínai teniszezőnőt. „Nem tudom, miként kérhetnénk a sportolóinkat, hogy ott játsszanak, miközben Peng Suaj nem kommunikálhat szabadon, és látszólag nyomást gyakoroltak rá, hogy vonja vissza a szexuális zaklatásról szóló állításait.”
2022. március 1-től az Oroszország által Ukrajna területét ért támadás miatt a tenisz nemzetközi szervezetei, valamint a Grand Slam-tornák és a nemzetközi csapatversenyek szervezői Oroszországot és Fehéroroszországot kizárták a versenyekből. E két ország versenyzői csak saját nevükben vehetnek részt a tornákon, eredményük nem számít be országaik eredményébe.

## Az év kiemelkedő magyar eredményei

### Győzelem (4)
Május:
- Udvardy Panna – Karlsruhe (WTA125K) (páros)

Július:
- Bondár Anna – Palermo (WTA250) (páros)

Szeptember:
- Bondár Anna – Budapest (WTA125K) (páros)

November:
- Udvardy Panna – Buenos Aires (WTA125K) (egyéni)

### Döntő (8)
Január:
- Udvardy Panna – Sydney (WTA500) (páros)

Július:
- Udvardy Panna – Contrexéville (WTA125K) (egyéni)
- Gálfi Dalma – Palermo (WTA250) (páros)

Augusztus:
- Udvardy Panna – Iași (WTA125K) (egyéni)
- Udvardy Panna–Jani Réka Luca Iași (WTA125K) (páros)
- Babos Tímea – Vancouver (WTA125K) (páros)

Szeptember:
- Jani Réka Luca – Bukarest (WTA125K) (egyéni)
- Jani Réka Luca–Udvardy Panna Bukarest (WTA125K) (páros)

## Versenynaptár
A WTA 2022-es versenynaptára, feltüntetve benne a legalább negyeddöntőbe jutott versenyzőket.
A színjelölések
| Grand Slam-tornák             |
| WTA 1000 (kötelező torna)     |
| WTA 1000 (nem kötelező torna) |
| WTA 500                       |
| WTA 250                       |
| WTA Finals                    |
| WTA Elite Trophy              |
| Csapatversenyek               |

Rövidítések: KM=körmérkőzés; E=egyéni; Q=kvalifikáció; P=páros; X=vegyes páros; (f)=fedett pályán.

### Január
| Kezdés                | Torna | Győztesek                                              | Ellenfelek a döntőben                 | Elődöntősök                      | Negyeddöntősök                                                       |
| --------------------- | --- | ------------------------------------------------------ | ------------------------------------- | -------------------------------- | -------------------------------------------------------------------- |
| Január 3.             | Adelaide International Adelaide, Ausztrália WTA 500 – Kemény – 30E/24Q/16P                                          | Ashleigh Barty 6–3, 6–2                                | Jelena Ribakina                       | Iga Świątek Doi Miszaki          | Sofia Kenin Viktorija Azaranka Shelby Rogers Kaja Juvan              |
| Január 3.             | Adelaide International Adelaide, Ausztrália WTA 500 – Kemény – 30E/24Q/16P                                          | Ashleigh Barty Storm Sanders 6–1, 6–4                  | Darija Jurak Schreiber Andreja Klepač | Iga Świątek Doi Miszaki          | Sofia Kenin Viktorija Azaranka Shelby Rogers Kaja Juvan              |
| Január 3.             | Gippsland Trophy Melbourne, Ausztrália WTA 250 – Kemény – 32E/24Q/16P                                               | Simona Halep 6–2, 6–3                                  | Veronyika Kugyermetova                | Ószaka Naomi Cseng Csin-ven      | Andrea Petković Anasztaszija Potapova Ana Konjuh Viktorija Golubic   |
| Január 3.             | Gippsland Trophy Melbourne, Ausztrália WTA 250 – Kemény – 32E/24Q/16P                                               | Asia Muhammad Jessica Pegula 6–3, 6–1                  | Sara Errani Jasmine Paolini           | Ószaka Naomi Cseng Csin-ven      | Andrea Petković Anasztaszija Potapova Ana Konjuh Viktorija Golubic   |
| Január 3.             | Yarra Valley Classic Melbourne, Ausztrália WTA 250 – Kemény – 32E/24Q/16P                                           | Amanda Anisimova 7–5, 1–6, 6–4                         | Aljakszandra Szasznovics              | Darja Kaszatkina Ann Li          | Irina-Camelia Begu Nuria Párrizas Díaz Kamilla Rahimova Clara Tauson |
| Január 3.             | Yarra Valley Classic Melbourne, Ausztrália WTA 250 – Kemény – 32E/24Q/16P                                           | Bernarda Pera Kateřina Siniaková 6–2, 6–7(7), [10–5]   | Tereza Martincová Mayar Sherif        | Darja Kaszatkina Ann Li          | Irina-Camelia Begu Nuria Párrizas Díaz Kamilla Rahimova Clara Tauson |
| Január 10.            | Sydney International Sydney, Ausztrália WTA 500 – Kemény – 30E/24Q/16P                                              | Paula Badosa 6–3, 4–6, 7–6(4)                          | Barbora Krejčíková                    | Anett Kontaveit Darja Kaszatkina | Caroline Garcia Unsz Dzsábir Belinda Bencic Garbiñe Muguruza         |
| Január 10.            | Sydney International Sydney, Ausztrália WTA 500 – Kemény – 30E/24Q/16P                                              | Anna Danilina Beatriz Haddad Maia 4–6, 7–5, [10–8]     | Vivian Heisen Udvardy Panna           | Anett Kontaveit Darja Kaszatkina | Caroline Garcia Unsz Dzsábir Belinda Bencic Garbiñe Muguruza         |
| Január 10.            | Adelaide Open Adelaide, Ausztrália WTA 250 – Kemény – 32E/24Q/16P                                                   | Madison Keys 6–1, 6–2                                  | Alison Riske                          | Tamara Zidanšek Cori Gauff       | Madison Brengle Lauren Davis Ana Konjuh Ljudmila Szamszonova         |
| Január 10.            | Adelaide Open Adelaide, Ausztrália WTA 250 – Kemény – 32E/24Q/16P                                                   | Hozumi Eri Ninomija Makoto 1–6, 7–6(4), [10–7]         | Tereza Martincová Markéta Vondroušová | Tamara Zidanšek Cori Gauff       | Madison Brengle Lauren Davis Ana Konjuh Ljudmila Szamszonova         |
| Január 17. Január 24. | 2022-es Australian Open Melbourne, Ausztrália Grand Slam – Kemény – 128E/128Q/64P/32X Egyéni – Páros – Vegyes páros | Ashleigh Barty 6–3, 7–6(2)                             | Danielle Collins                      | Madison Keys Iga Świątek         | Jessica Pegula Barbora Krejčíková Alizé Cornet Kaia Kanepi           |
| Január 17. Január 24. | 2022-es Australian Open Melbourne, Ausztrália Grand Slam – Kemény – 128E/128Q/64P/32X Egyéni – Páros – Vegyes páros | Barbora Krejčíková Kateřina Siniaková 6–7(3), 6–4, 6–4 | Anna Danilina Beatriz Haddad Maia     | Madison Keys Iga Świątek         | Jessica Pegula Barbora Krejčíková Alizé Cornet Kaia Kanepi           |
| Január 17. Január 24. | 2022-es Australian Open Melbourne, Ausztrália Grand Slam – Kemény – 128E/128Q/64P/32X Egyéni – Páros – Vegyes páros | Kristina Mladenovic Ivan Dodig 6–3, 6–4                | Jaimee Fourlis Jason Kubler           | Madison Keys Iga Świątek         | Jessica Pegula Barbora Krejčíková Alizé Cornet Kaia Kanepi           |

### Február
| Kezdés      | Torna                                                                                    | Győztesek                                              | Ellenfelek a döntőben                | Elődöntősök                             | Negyeddöntősök                                                            |
| ----------- | ---------------------------------------------------------------------------------------- | ------------------------------------------------------ | ------------------------------------ | --------------------------------------- | ------------------------------------------------------------------------- |
| Február 7.  | Ladies Neva Cup Szentpétervár, Oroszország WTA 500 – Kemény (f) – 28E/24Q/16P            | Anett Kontaveit 5–7, 7–6(4), 7–5                       | María Szákari                        | Irina-Camelia Begu Jeļena Ostapenko     | Elise Mertens Tereza Martincová Aljakszandra Szasznovics Belinda Bencic   |
| Február 7.  | Ladies Neva Cup Szentpétervár, Oroszország WTA 500 – Kemény (f) – 28E/24Q/16P            | Anna Kalinszkaja Catherine McNally 6–3, 6–7(5), [10–4] | Alicja Rosolska Erin Routliffe       | Irina-Camelia Begu Jeļena Ostapenko     | Elise Mertens Tereza Martincová Aljakszandra Szasznovics Belinda Bencic   |
| Február 14. | Dubai Tennis Championships Dubaj, Egyesült Arab Emírségek WTA 500 – Kemény – 28E/32Q/16P | Jeļena Ostapenko 6–0, 6–4                              | Veronyika Kugyermetova               | Simona Halep Markéta Vondroušová        | Petra Kvitová Unsz Dzsábir Jil Teichmann Dajana Jasztremszka              |
| Február 14. | Dubai Tennis Championships Dubaj, Egyesült Arab Emírségek WTA 500 – Kemény – 28E/32Q/16P | Veronyika Kugyermetova Elise Mertens 6–1, 6–3          | Ljudmila Kicsenok Jeļena Ostapenko   | Simona Halep Markéta Vondroušová        | Petra Kvitová Unsz Dzsábir Jil Teichmann Dajana Jasztremszka              |
| Február 21. | Qatar Total Open Doha, Katar WTA 1000 (nem kötelező) – Kemény – 56E/32Q/28P              | Iga Świątek 6–2, 6–0                                   | Anett Kontaveit                      | María Szákari Jeļena Ostapenko          | Arina Szabalenka Cori Gauff Unsz Dzsábir Garbiñe Muguruza                 |
| Február 21. | Qatar Total Open Doha, Katar WTA 1000 (nem kötelező) – Kemény – 56E/32Q/28P              | Cori Gauff Jessica Pegula 3–6, 7–5, [10–5]             | Veronyika Kugyermetova Elise Mertens | María Szákari Jeļena Ostapenko          | Arina Szabalenka Cori Gauff Unsz Dzsábir Garbiñe Muguruza                 |
| Február 21. | Abierto Zapopan Guadalajara, Mexikó WTA 250 – Kemény – 32E/24Q/16P                       | Sloane Stephens 7–5, 1–6, 6–2                          | Marie Bouzková                       | Anna Kalinszkaja Vang Csiang            | Daria Saville Camila Osorio Sara Sorribes Tormo Anna Karolína Schmiedlová |
| Február 21. | Abierto Zapopan Guadalajara, Mexikó WTA 250 – Kemény – 32E/24Q/16P                       | Kaitlyn Christian Lidzija Marozava 7–5, 6–3            | Vang Hszin-jü Csu Lin                | Anna Kalinszkaja Vang Csiang            | Daria Saville Camila Osorio Sara Sorribes Tormo Anna Karolína Schmiedlová |
| Február 28. | Lyon Open Lyon, Franciaország WTA 250 – Kemény (f) – 32E/24Q/16P                         | Csang Suaj 3–6, 6–3, 6–4                               | Dajana Jasztremszka                  | Caroline Garcia Sorana Cîrstea          | Alison Van Uytvanck · Vitalija Gyjacsenko · Jasmine Paolini · Bondár Anna |
| Február 28. | Lyon Open Lyon, Franciaország WTA 250 – Kemény (f) – 32E/24Q/16P                         | Laura Siegemund · Vera Zvonarjova · 7–5, 6–1           | Alicia Barnett Olivia Nicholls       | Caroline Garcia Sorana Cîrstea          | Alison Van Uytvanck · Vitalija Gyjacsenko · Jasmine Paolini · Bondár Anna |
| Február 28. | Monterrey Open Monterrey, Mexikó WTA 250 – Kemény – 32E/24Q/16P                          | Leylah Fernandez 6–7(5), 6–4, 7–6(3)                   | Camila Osorio                        | Nuria Párrizas Díaz Beatriz Haddad Maia | Elina Szvitolina Sara Sorribes Tormo Marie Bouzková Vang Csiang           |
| Február 28. | Monterrey Open Monterrey, Mexikó WTA 250 – Kemény – 32E/24Q/16P                          | Catherine Harrison Sabrina Santamaria 1–6, 7–5, [10–6] | Han Hszin-jün Jana Szizikova         | Nuria Párrizas Díaz Beatriz Haddad Maia | Elina Szvitolina Sara Sorribes Tormo Marie Bouzková Vang Csiang           |

### Március
| Kezdés                  | Torna                                                                                            | Győztesek                                   | Ellenfelek a döntőben                | Elődöntősök                   | Negyeddöntősök                                                   |
| ----------------------- | ------------------------------------------------------------------------------------------------ | ------------------------------------------- | ------------------------------------ | ----------------------------- | ---------------------------------------------------------------- |
| Március 7. Március 14.  | Indian Wells Masters Indian Wells, Egyesült Államok WTA 1000 (kötelező) – Kemény – 96E/48Q/32P   | Iga Świątek 6–4, 6–1                        | María Szákari                        | Simona Halep Paula Badosa     | Petra Martić Madison Keys Veronyika Kugyermetova Jelena Ribakina |
| Március 7. Március 14.  | Indian Wells Masters Indian Wells, Egyesült Államok WTA 1000 (kötelező) – Kemény – 96E/48Q/32P   | Hszü Ji-fan Jang Csao-hszüan 7–5, 7–6(4)    | Asia Muhammad Sibahara Ena           | Simona Halep Paula Badosa     | Petra Martić Madison Keys Veronyika Kugyermetova Jelena Ribakina |
| Március 21. Március 28. | Miami Open Miami Gardens, Egyesült Államok WTA 1000 (kötelező) $8,369,455 – Kemény – 96E/48Q/32P | Iga Świątek 6–4, 6–0                        | Ószaka Naomi                         | Belinda Bencic Jessica Pegula | Daria Saville Danielle Collins Paula Badosa Petra Kvitová        |
| Március 21. Március 28. | Miami Open Miami Gardens, Egyesült Államok WTA 1000 (kötelező) $8,369,455 – Kemény – 96E/48Q/32P | Laura Siegemund Vera Zvonarjova 7–6(3), 7–5 | Veronyika Kugyermetova Elise Mertens | Belinda Bencic Jessica Pegula | Daria Saville Danielle Collins Paula Badosa Petra Kvitová        |

### Április
| Kezdés               | Torna | Győztesek | Ellenfelek a döntőben | Elődöntősök                                | Negyeddöntősök                                                       |
| -------------------- | --- | --- | --- | ------------------------------------------ | -------------------------------------------------------------------- |
| Április 4.           | Charleston Open Charleston, Egyesült Államok WTA 500 – Salak (zöld) – 56E/32Q/16P | Belinda Bencic 6–1, 5–7, 6–4 | Unsz Dzsábir | Amanda Anisimova Jekatyerina Alekszandrova | Coco Vandeweghe Anhelina Kalinyina Magda Linette Paula Badosa        |
| Április 4.           | Charleston Open Charleston, Egyesült Államok WTA 500 – Salak (zöld) – 56E/32Q/16P | Andreja Klepač Magda Linette 6–2, 4–6, [10–7] | Lucie Hradecká Szánija Mirza                                                                                                  | Amanda Anisimova Jekatyerina Alekszandrova | Coco Vandeweghe Anhelina Kalinyina Magda Linette Paula Badosa        |
| Április 4.           | Copa Colsanitas Bogotá, Kolumbia WTA 250 – Salak (vörös) – 32E/24Q/16P | Tatjana Maria 6–3, 4–6, 6–2 | Laura Pigossi | Camila Osorio Kamilla Rahimova             | Elina Avaneszjan Dajana Jasztremszka Mirjam Björklund Irina Bara     |
| Április 4.           | Copa Colsanitas Bogotá, Kolumbia WTA 250 – Salak (vörös) – 32E/24Q/16P | Astra Sharma Aldila Sutjiadi 4–6, 6–4, [11–9] | Emina Bektas Tara Moore | Camila Osorio Kamilla Rahimova             | Elina Avaneszjan Dajana Jasztremszka Mirjam Björklund Irina Bara     |
| Április 11.          | Billie Jean King-kupa kvalifikációs kör Alghero, Olaszország – Kemény Asheville, USA – Kemény (f) Prága, Csehország – Salak Antalya, Törökország Nur-Szultan, Kazahsztán – Salak (f) Vancouver, Kanada – Kemény (f) ’s-Hertogenbosch, Hollandia – Salak (f) Radom, Lengyelország – Kemény (f) | Győztesek: · Olaszország, 3–1 · Egyesült Államok, 3–2 · Csehország, 3–2 · Belgium, játék nélkül · Kazahsztán, 3–1 · Kanada, 4–0 · Spanyolország, 4–0 · Lengyelország, 4–0 | Vesztesek: · Franciaország · Ukrajna · Egyesült Királyság · Fehéroroszország · Németország · Lettország · Hollandia · Románia |                                            |                                                                      |
| Április 18.          | Stuttgart Grand Prix Stuttgart, Németország WTA 500 – Salak (vörös) (f) – 28E/24Q/16P | Iga Świątek 6–2, 6–2 | Arina Szabalenka | Ljudmila Szamszonova Paula Badosa          | Emma Raducanu Laura Siegemund Anett Kontaveit Unsz Dzsábir           |
| Április 18.          | Stuttgart Grand Prix Stuttgart, Németország WTA 500 – Salak (vörös) (f) – 28E/24Q/16P | Desirae Krawczyk Demi Schuurs 6–3, 6–4 | Cori Gauff Csang Suaj | Ljudmila Szamszonova Paula Badosa          | Emma Raducanu Laura Siegemund Anett Kontaveit Unsz Dzsábir           |
| Április 18.          | Istanbul Cup Isztambul, Törökország WTA 250 – Salak (vörös) – 32E/24Q/16P | Anasztaszija Potapova 6–3, 6–1 | Veronyika Kugyermetova | Julija Putyinceva Sorana Cîrstea           | Ajla Tomljanović Sara Sorribes Tormo Bondár Anna Julia Grabher       |
| Április 18.          | Istanbul Cup Isztambul, Törökország WTA 250 – Salak (vörös) – 32E/24Q/16P | Marie Bouzková Sara Sorribes Tormo 6–3, 6–4 | Natyela Dzalamidze Kamilla Rahimova                                                                                           | Julija Putyinceva Sorana Cîrstea           | Ajla Tomljanović Sara Sorribes Tormo Bondár Anna Julia Grabher       |
| Április 25. Május 2. | Madrid Open Madrid, Spanyolország WTA 1000 (kötelező) – Salak (vörös) – 64E/48Q/30P | Unsz Dzsábir 7–5, 0–6, 6–2 | Jessica Pegula | Jil Teichmann Jekatyerina Alekszandrova    | Anhelina Kalinyina Sara Sorribes Tormo Amanda Anisimova Simona Halep |
| Április 25. Május 2. | Madrid Open Madrid, Spanyolország WTA 1000 (kötelező) – Salak (vörös) – 64E/48Q/30P | Gabriela Dabrowski Giuliana Olmos 7–6(1), 5–7, [10–7] | Desirae Krawczyk Demi Schuurs                                                                                                 | Jil Teichmann Jekatyerina Alekszandrova    | Anhelina Kalinyina Sara Sorribes Tormo Amanda Anisimova Simona Halep |

### Május
| Kezdés              | Torna | Győztesek                                                           | Ellenfelek a döntőben               | Elődöntősök                       | Negyeddöntősök                                                         |
| ------------------- | --- | ------------------------------------------------------------------- | ----------------------------------- | --------------------------------- | ---------------------------------------------------------------------- |
| Május 9.            | Italian Open Róma, Olaszország WTA 1000 (nem kötelező) – Salak (vörös) – 56E/32Q/28P                                     | Iga Świątek 6–2, 6–2                                                | Unsz Dzsábir                        | Arina Szabalenka Darja Kaszatkina | Bianca Andreescu Amanda Anisimova María Szákari Jil Teichmann          |
| Május 9.            | Italian Open Róma, Olaszország WTA 1000 (nem kötelező) – Salak (vörös) – 56E/32Q/28P                                     | Veronyika Kugyermetova Anasztaszija Pavljucsenkova 1–6, 6–4, [10–7] | Gabriela Dabrowski Giuliana Olmos   | Arina Szabalenka Darja Kaszatkina | Bianca Andreescu Amanda Anisimova María Szákari Jil Teichmann          |
| Május 16.           | Morocco Open Rabat, Marokkó WTA 250 – Salak (vörös) – 32E/24Q/16P                                                        | Martina Trevisan 6–2, 6–1                                           | Claire Liu                          | Lucia Bronzetti Bondár Anna       | Arantxa Rus Nuria Párrizas Díaz Astra Sharma Ajla Tomljanović          |
| Május 16.           | Morocco Open Rabat, Marokkó WTA 250 – Salak (vörös) – 32E/24Q/16P                                                        | Hozumi Eri Ninomija Makoto 6–7(7), 6–3, [10–8]                      | Monica Niculescu Alekszandra Panova | Lucia Bronzetti Bondár Anna       | Arantxa Rus Nuria Párrizas Díaz Astra Sharma Ajla Tomljanović          |
| Május 16.           | Internationaux de Strasbourg Strasbourg, Franciaország WTA 250 – Salak (vörös) – 32E/24Q/16P                             | Angelique Kerber 7–6(5), 6–7(0), 7–6(5)                             | Kaja Juvan                          | Karolína Plíšková Océane Dodin    | Maryna Zanevska Elise Mertens Viktorija Golubic Magda Linette          |
| Május 16.           | Internationaux de Strasbourg Strasbourg, Franciaország WTA 250 – Salak (vörös) – 32E/24Q/16P                             | Nicole Melichar-Martinez Daria Saville 5–7, 7–5, [10–6]             | Lucie Hradecká Szánija Mirza        | Karolína Plíšková Océane Dodin    | Maryna Zanevska Elise Mertens Viktorija Golubic Magda Linette          |
| Május 23. Május 30. | 2022-es Roland Garros Párizs, Franciaország Grand Slam – Salak (vörös) – 128E/128Q/64P/32X Egyéni – Páros – Vegyes páros | Iga Świątek 6–1, 6–3                                                | Cori Gauff                          | Darja Kaszatkina Martina Trevisan | Jessica Pegula Veronyika Kugyermetova Leylah Fernandez Sloane Stephens |
| Május 23. Május 30. | 2022-es Roland Garros Párizs, Franciaország Grand Slam – Salak (vörös) – 128E/128Q/64P/32X Egyéni – Páros – Vegyes páros | Caroline Garcia Kristina Mladenovic 2–6, 6–3, 6–2                   | Cori Gauff Jessica Pegula           | Darja Kaszatkina Martina Trevisan | Jessica Pegula Veronyika Kugyermetova Leylah Fernandez Sloane Stephens |
| Május 23. Május 30. | 2022-es Roland Garros Párizs, Franciaország Grand Slam – Salak (vörös) – 128E/128Q/64P/32X Egyéni – Páros – Vegyes páros | Sibahara Ena Wesley Koolhof 7–6(5), 6–2                             | Ulrikke Eikeri Joran Vliegen        | Darja Kaszatkina Martina Trevisan | Jessica Pegula Veronyika Kugyermetova Leylah Fernandez Sloane Stephens |

### Június
| Kezdés               | Torna | Győztesek                                       | Ellenfelek a döntőben                | Elődöntősök                          | Negyeddöntősök                                                                     |
| -------------------- | --- | ----------------------------------------------- | ------------------------------------ | ------------------------------------ | ---------------------------------------------------------------------------------- |
| Június 6.            | Rosmalen Open ’s-Hertogenbosch, Hollandia WTA 250 – Fű – 32E/24Q/16P                                                            | Jekatyerina Alekszandrova 7–5, 6–0              | Arina Szabalenka                     | Shelby Rogers Veronyika Kugyermetova | Alison Van Uytvanck Kirsten Flipkens Catherine McNally Belinda Bencic              |
| Június 6.            | Rosmalen Open ’s-Hertogenbosch, Hollandia WTA 250 – Fű – 32E/24Q/16P                                                            | Ellen Perez Tamara Zidanšek 6–3, 5–7, [12–10]   | Veronyika Kugyermetova Elise Mertens | Shelby Rogers Veronyika Kugyermetova | Alison Van Uytvanck Kirsten Flipkens Catherine McNally Belinda Bencic              |
| Június 6.            | Nottingham Open Nottingham, Egyesült Királyság WTA 250 – Fű – 32E/16Q/16P                                                       | Beatriz Haddad Maia 6–4, 1–6, 6–3               | Alison Riske                         | Tereza Martincová Viktorija Golubic  | María Szákari Csang Suaj Harriet Dart Ajla Tomljanović                             |
| Június 6.            | Nottingham Open Nottingham, Egyesült Királyság WTA 250 – Fű – 32E/16Q/16P                                                       | Beatriz Haddad Maia Csang Suaj 7–6(2), 6–3      | Caroline Dolehide Monica Niculescu   | Tereza Martincová Viktorija Golubic  | María Szákari Csang Suaj Harriet Dart Ajla Tomljanović                             |
| Június 13.           | German Open Berlin, Németország WTA 500 – Fű – 28E/24Q/16P                                                                      | Unsz Dzsábir 6–3, 2–1, feladta                  | Belinda Bencic                       | Cori Gauff María Szákari             | Aljakszandra Szasznovics Karolína Plíšková Veronyika Kugyermetova Darja Kaszatkina |
| Június 13.           | German Open Berlin, Németország WTA 500 – Fű – 28E/24Q/16P                                                                      | Storm Sanders Kateřina Siniaková 6–4, 6–3       | Alizé Cornet Jil Teichmann           | Cori Gauff María Szákari             | Aljakszandra Szasznovics Karolína Plíšková Veronyika Kugyermetova Darja Kaszatkina |
| Június 13.           | Birmingham Classic Birmingham, Egyesült Királyság WTA 250 – Fű – 32E/24Q/16P                                                    | Beatriz Haddad Maia 5–4 feladta                 | Csang Suaj                           | Sorana Cîrstea Simona Halep          | Dajana Jasztremszka Donna Vekić Camila Giorgi Katie Boulter                        |
| Június 13.           | Birmingham Classic Birmingham, Egyesült Királyság WTA 250 – Fű – 32E/24Q/16P                                                    | Ljudmila Kicsenok Jeļena Ostapenko játék nélkül | Elise Mertens Csang Suaj             | Sorana Cîrstea Simona Halep          | Dajana Jasztremszka Donna Vekić Camila Giorgi Katie Boulter                        |
| Június 20.           | Eastbourne International Eastbourne, Egyesült Királyság WTA 500 – Fű – 32E/24Q/16P                                              | Petra Kvitová 6–3, 6–2                          | Jeļena Ostapenko                     | Beatriz Haddad Maia Camila Giorgi    | Leszja Curenko Harriet Dart Anhelina Kalinyina Viktorija Tomova                    |
| Június 20.           | Eastbourne International Eastbourne, Egyesült Királyság WTA 500 – Fű – 32E/24Q/16P                                              | Aleksandra Krunić Magda Linette játék nélkül    | Ljudmila Kicsenok Jeļena Ostapenko   | Beatriz Haddad Maia Camila Giorgi    | Leszja Curenko Harriet Dart Anhelina Kalinyina Viktorija Tomova                    |
| Június 20.           | Bad Homburg Open Bad Homburg, Németország WTA 250 – Fű – 32E/8Q/16P                                                             | Caroline Garcia 6–7(5), 6–4, 6–4                | Bianca Andreescu                     | Simona Halep Alizé Cornet            | Darja Kaszatkina Amanda Anisimova Angelique Kerber Sabine Lisicki                  |
| Június 20.           | Bad Homburg Open Bad Homburg, Németország WTA 250 – Fű – 32E/8Q/16P                                                             | Hozumi Eri Ninomija Makoto 6–4, 6–7(5), [10–5]  | Alicja Rosolska Erin Routliffe       | Simona Halep Alizé Cornet            | Darja Kaszatkina Amanda Anisimova Angelique Kerber Sabine Lisicki                  |
| Június 27. Július 4. | 2022-es wimbledoni teniszbajnokság London, Egyesült Királyság Grand Slam – Fű – 128E/128Q/64P/48X Egyéni – Páros – Vegyes páros | Jelena Ribakina 3–6, 6–2, 6–2                   | Unsz Dzsábir                         | Simona Halep Tatjana Maria           | Ajla Tomljanović Amanda Anisimova Marie Bouzková Jule Niemeier                     |
| Június 27. Július 4. | 2022-es wimbledoni teniszbajnokság London, Egyesült Királyság Grand Slam – Fű – 128E/128Q/64P/48X Egyéni – Páros – Vegyes páros | Barbora Krejčíková Kateřina Siniaková 6–2, 6–4  | Elise Mertens Csang Suaj             | Simona Halep Tatjana Maria           | Ajla Tomljanović Amanda Anisimova Marie Bouzková Jule Niemeier                     |
| Június 27. Július 4. | 2022-es wimbledoni teniszbajnokság London, Egyesült Királyság Grand Slam – Fű – 128E/128Q/64P/48X Egyéni – Páros – Vegyes páros | Neal Skupski Desirae Krawczyk 6–4, 6–3          | Matthew Ebden Samantha Stosur        | Simona Halep Tatjana Maria           | Ajla Tomljanović Amanda Anisimova Marie Bouzková Jule Niemeier                     |

### Július
| Kezdés    | Torna                                                                    | Győztesek                                               | Ellenfelek a döntőben                   | Elődöntősök                           | Negyeddöntősök                                                                 |
| --------- | ------------------------------------------------------------------------ | ------------------------------------------------------- | --------------------------------------- | ------------------------------------- | ------------------------------------------------------------------------------ |
| Július 11 | Swiss Open Lausanne, Svájc WTA 250 – Salak – 32E/24Q/16P                 | Petra Martić 6–4, 6–2                                   | Olga Danilović                          | Anasztaszija Potapova Caroline Garcia | Simona Waltert Jule Niemeier Sara Sorribes Tormo Belinda Bencic                |
| Július 11 | Swiss Open Lausanne, Svájc WTA 250 – Salak – 32E/24Q/16P                 | Olga Danilović Kristina Mladenovic játék nélkül         | Ulrikke Eikeri Tamara Zidanšek          | Anasztaszija Potapova Caroline Garcia | Simona Waltert Jule Niemeier Sara Sorribes Tormo Belinda Bencic                |
| Július 11 | Budapest Grand Prix Budapest, Magyarország WTA 250 – Salak – 32E/24Q/16P | Bernarda Pera 6–3, 6–3                                  | Aleksandra Krunić                       | Julija Putyinceva Bondár Anna         | Vang Hszi-jü Leszja Curenko Elisabetta Cocciaretto Martina Trevisan            |
| Július 11 | Budapest Grand Prix Budapest, Magyarország WTA 250 – Salak – 32E/24Q/16P | Ekaterine Gorgodze Okszana Kalasnikova 1–6, 6–4, [10–6] | Katarzyna Piter Kimberley Zimmermann    | Julija Putyinceva Bondár Anna         | Vang Hszi-jü Leszja Curenko Elisabetta Cocciaretto Martina Trevisan            |
| Július 18 | Hamburg European Open Hamburg, Németország WTA 250 – Salak – 32E/24Q/16P | Bernarda Pera 6–2, 6–4                                  | Anett Kontaveit                         | Anasztaszija Potapova Maryna Zanevska | Andrea Petković Barbora Krejčíková Aljakszandra Szasznovics Kateřina Siniaková |
| Július 18 | Hamburg European Open Hamburg, Németország WTA 250 – Salak – 32E/24Q/16P | Sophie Chang Angela Kulikov 6–3, 4–6, [10–6]            | Kato Miju Aldila Sutjiadi               | Anasztaszija Potapova Maryna Zanevska | Andrea Petković Barbora Krejčíková Aljakszandra Szasznovics Kateřina Siniaková |
| Július 18 | Palermo International Palermo, Olaszország WTA 250 – Salak – 32E/24Q/16P | Irina-Camelia Begu 6–2, 6–2                             | Lucia Bronzetti                         | Jasmine Paolini Sara Sorribes Tormo   | Caroline Garcia Nuria Párrizas Díaz Bondár Anna Diane Parry                    |
| Július 18 | Palermo International Palermo, Olaszország WTA 250 – Salak – 32E/24Q/16P | Bondár Anna Kimberley Zimmermann 6–3, 6–2               | Amina Ansba Udvardy Panna               | Jasmine Paolini Sara Sorribes Tormo   | Caroline Garcia Nuria Párrizas Díaz Bondár Anna Diane Parry                    |
| Július 25 | WTA Poland Open Varsó, Lengyelország WTA 250 – Salak – 32E/24Q/16P       | Caroline Garcia 6–4, 6–1                                | Ana Bogdan                              | Jasmine Paolini Katerina Baindl       | Iga Świątek Viktorija Golubic Petra Martić Laura Pigossi                       |
| Július 25 | WTA Poland Open Varsó, Lengyelország WTA 250 – Salak – 32E/24Q/16P       | Anna Danilina Anna-Lena Friedsam 6–4, 5–7, [10–5]       | Katarzyna Kawa Alicja Rosolska          | Jasmine Paolini Katerina Baindl       | Iga Świątek Viktorija Golubic Petra Martić Laura Pigossi                       |
| Július 25 | Prague Open Prága, Csehország WTA 250 – Kemény – 32E/24Q/16P             | Marie Bouzková 6–0, 6–3                                 | Anasztaszija Potapova                   | Vang Csiang Linda Nosková             | Anett Kontaveit Magda Linette Okszana Szelehmetyeva Hibino Nao                 |
| Július 25 | Prague Open Prága, Csehország WTA 250 – Kemény – 32E/24Q/16P             | Anasztaszija Potapova Jana Szizikova 6–3, 6–4           | Angelina Gabujeva Anasztaszija Zaharova | Vang Csiang Linda Nosková             | Anett Kontaveit Magda Linette Okszana Szelehmetyeva Hibino Nao                 |

### Augusztus
| Kezdés                    | Torna                                                                                                  | Győztesek                                           | Ellenfelek a döntőben                   | Elődöntősök                         | Negyeddöntősök                                                   |
| ------------------------- | --- | --------------------------------------------------- | --------------------------------------- | ----------------------------------- | ---------------------------------------------------------------- |
| Augusztus 1               | Silicon Valley Classic San José, Egyesült Államok WTA 500 – Kemény – 28E/24Q/16P                       | Darja Kaszatkina 6–7(2), 6–1, 6–2                   | Shelby Rogers                           | Veronyika Kugyermetova Paula Badosa | Amanda Anisimova Unsz Dzsábir Arina Szabalenka Cori Gauff        |
| Augusztus 1               | Silicon Valley Classic San José, Egyesült Államok WTA 500 – Kemény – 28E/24Q/16P                       | Hszü Ji-fan Jang Csao-hszüan 7–5, 6–0               | Aojama Súko Csan Hao-csing              | Veronyika Kugyermetova Paula Badosa | Amanda Anisimova Unsz Dzsábir Arina Szabalenka Cori Gauff        |
| Augusztus 1               | Washington Open Washington, Egyesült Államok WTA 250 $251,750 – Kemény – 32E/16Q/16P                   | Ljudmila Szamszonova 4–6, 6–3, 6–3                  | Kaia Kanepi                             | Daria Saville Vang Hszi-jü          | Rebecca Marino Anna Kalinszkaja Viktorija Azaranka Emma Raducanu |
| Augusztus 1               | Washington Open Washington, Egyesült Államok WTA 250 $251,750 – Kemény – 32E/16Q/16P                   | Jessica Pegula Erin Routliffe 6–3, 5–7, [12–10]     | Anna Kalinszkaja Catherine McNally      | Daria Saville Vang Hszi-jü          | Rebecca Marino Anna Kalinszkaja Viktorija Azaranka Emma Raducanu |
| Augusztus 8               | Canadian Open Toronto, Kanada WTA 1000 (nem kötelező) $2,697,250 – Kemény – 56E/32Q/28P                | Simona Halep 6–3, 2–6, 6–3                          | Beatriz Haddad Maia                     | Karolína Plíšková Jessica Pegula    | Belinda Bencic Cseng Csin-ven Julija Putyinceva Cori Gauff       |
| Augusztus 8               | Canadian Open Toronto, Kanada WTA 1000 (nem kötelező) $2,697,250 – Kemény – 56E/32Q/28P                | Cori Gauff Jessica Pegula 6–4, 6–7(5), [10–5]       | Nicole Melichar-Martinez Ellen Perez    | Karolína Plíšková Jessica Pegula    | Belinda Bencic Cseng Csin-ven Julija Putyinceva Cori Gauff       |
| Augusztus 15              | Cincinnati Open Mason, Egyesült Államok WTA 1000 (nem kötelező) Kemény – 56E/32Q/28P                   | Caroline Garcia 6–2, 6–4                            | Petra Kvitová                           | Madison Keys Arina Szabalenka       | Jelena Ribakina Ajla Tomljanović Jessica Pegula Csang Suaj       |
| Augusztus 15              | Cincinnati Open Mason, Egyesült Államok WTA 1000 (nem kötelező) Kemény – 56E/32Q/28P                   | Ljudmila Kicsenok Jeļena Ostapenko 7–6(5), 6–3      | Nicole Melichar-Martinez Ellen Perez    | Madison Keys Arina Szabalenka       | Jelena Ribakina Ajla Tomljanović Jessica Pegula Csang Suaj       |
| Augusztus 22              | Tennis in the Land Cleveland, Egyesült Államok WTA 250 – Kemény – 32E/24Q/16P                          | Ljudmila Szamszonova 6–1, 6–3                       | Aljakszandra Szasznovics                | Bernarda Pera Alizé Cornet          | Sofia Kenin Magda Linette Madison Brengle Csang Suaj             |
| Augusztus 22              | Tennis in the Land Cleveland, Egyesült Államok WTA 250 – Kemény – 32E/24Q/16P                          | Nicole Melichar-Martinez Ellen Perez 7–5, 6–3       | Anna Danilina Aleksandra Krunić         | Bernarda Pera Alizé Cornet          | Sofia Kenin Magda Linette Madison Brengle Csang Suaj             |
| Augusztus 22              | Granby Championships Granby, Kanada WTA 250 – Kemény – 32E/24Q/16P                                     | Darja Kaszatkina 6–4, 6–4                           | Daria Saville                           | Diane Parry Marta Kosztyuk          | Nuria Párrizas Díaz Tatjana Maria Rebecca Marino Vang Hszi-jü    |
| Augusztus 22              | Granby Championships Granby, Kanada WTA 250 – Kemény – 32E/24Q/16P                                     | Alicia Barnett Olivia Nicholls 5–7, 6–3, [10–1]     | Harriet Dart Rosalie van der Hoek       | Diane Parry Marta Kosztyuk          | Nuria Párrizas Díaz Tatjana Maria Rebecca Marino Vang Hszi-jü    |
| Augusztus 29 Szeptember 5 | US Open New York, Egyesült Államok Grand Slam Kemény – 128E/128Q/64P/32X Egyéni – Páros – Vegyes páros | Iga Świątek 6–2, 7–6(5)                             | Unsz Dzsábir                            | Arina Szabalenka Caroline Garcia    | Jessica Pegula Karolína Plíšková Cori Gauff Ajla Tomljanović     |
| Augusztus 29 Szeptember 5 | US Open New York, Egyesült Államok Grand Slam Kemény – 128E/128Q/64P/32X Egyéni – Páros – Vegyes páros | Barbora Krejčíková Kateřina Siniaková 3–6, 7–5, 6–1 | Catherine McNally Taylor Townsend       | Arina Szabalenka Caroline Garcia    | Jessica Pegula Karolína Plíšková Cori Gauff Ajla Tomljanović     |
| Augusztus 29 Szeptember 5 | US Open New York, Egyesült Államok Grand Slam Kemény – 128E/128Q/64P/32X Egyéni – Páros – Vegyes páros | Storm Sanders John Peers 4–6, 6–4, [10–7]           | Kirsten Flipkens Édouard Roger-Vasselin | Arina Szabalenka Caroline Garcia    | Jessica Pegula Karolína Plíšková Cori Gauff Ajla Tomljanović     |

### Szeptember
| Kezdés        | Torna                                                                         | Győztesek                                             | Ellenfelek a döntőben                    | Elődöntősök                       | Negyeddöntősök                                                       |
| ------------- | ----------------------------------------------------------------------------- | ----------------------------------------------------- | ---------------------------------------- | --------------------------------- | -------------------------------------------------------------------- |
| Szeptember 12 | Slovenia Open Portorož, Szlovénia WTA 250 Kemény – 32E/24Q/16P                | Kateřina Siniaková 6–7(4), 7–6(5), 6–4                | Jelena Ribakina                          | Anna-Lena Friedsam Ana Bogdan     | Diane Parry Jasmine Paolini Leszja Curenko Beatriz Haddad Maia       |
| Szeptember 12 | Slovenia Open Portorož, Szlovénia WTA 250 Kemény – 32E/24Q/16P                | Marta Kosztyuk Tereza Martincová 6–4, 6–0             | Cristina Bucșa Tereza Mihalíková         | Anna-Lena Friedsam Ana Bogdan     | Diane Parry Jasmine Paolini Leszja Curenko Beatriz Haddad Maia       |
| Szeptember 12 | Chennai Open Csennai, India WTA 250 Kemény – 32E/24Q/16P                      | Linda Fruhvirtová 4–6, 6–3, 6–4                       | Magda Linette                            | Katie Swan Nadia Podoroska        | Hibino Nao Rebecca Marino Eugenie Bouchard Varvara Gracsova          |
| Szeptember 12 | Chennai Open Csennai, India WTA 250 Kemény – 32E/24Q/16P                      | Gabriela Dabrowski Luisa Stefani 6–1, 6–2             | Anna Blinkova Natyela Dzalamidze         | Katie Swan Nadia Podoroska        | Hibino Nao Rebecca Marino Eugenie Bouchard Varvara Gracsova          |
| Szeptember 19 | Pan Pacific Open Tokió, Japán WTA 500 Kemény                                  | Ljudmila Szamszonova 7–5, 7–5                         | Cseng Csin-ven                           | Veronyika Kugyermetova Csang Suaj | Claire Liu Beatriz Haddad Maia Garbiñe Muguruza Petra Martić         |
| Szeptember 19 | Pan Pacific Open Tokió, Japán WTA 500 Kemény                                  | Gabriela Dabrowski Giuliana Olmos 6–4, 6–4            | Nicole Melichar-Martinez Ellen Perez     | Veronyika Kugyermetova Csang Suaj | Claire Liu Beatriz Haddad Maia Garbiñe Muguruza Petra Martić         |
| Szeptember 19 | Korea Open Szöul, Dél-Korea WTA 250 Kemény                                    | Jekatyerina Alekszandrova 7–6(4), 6–0                 | Jeļena Ostapenko                         | Emma Raducanu Tatjana Maria       | Victoria Jiménez Kasintseva Magda Linette Csu Lin Lulu Sun           |
| Szeptember 19 | Korea Open Szöul, Dél-Korea WTA 250 Kemény                                    | Kristina Mladenovic Yanina Wickmayer 6–3, 6–2         | Asia Muhammad Sabrina Santamaria         | Emma Raducanu Tatjana Maria       | Victoria Jiménez Kasintseva Magda Linette Csu Lin Lulu Sun           |
| Szeptember 26 | Emilia-Romagna Open Parma, Olaszország WTA 250 $251,750 – Salak – 32E/24Q/16P | Mayar Sherif 7–5, 6–3                                 | María Szákari                            | Danka Kovinić Ana Bogdan          | Maryna Zanevska Jasmine Paolini Irina-Camelia Begu Lauren Davis      |
| Szeptember 26 | Emilia-Romagna Open Parma, Olaszország WTA 250 $251,750 – Salak – 32E/24Q/16P | Anastasia Dețiuc Miriam Kolodziejová 1–6, 6–3, [10–8] | Arantxa Rus Tamara Zidanšek              | Danka Kovinić Ana Bogdan          | Maryna Zanevska Jasmine Paolini Irina-Camelia Begu Lauren Davis      |
| Szeptember 26 | Tallinn Open Tallinn, Észtország WTA 250 Kemény (f)                           | Barbora Krejčíková 6–2, 6–3                           | Anett Kontaveit                          | Kaia Kanepi Belinda Bencic        | Ysaline Bonaventure Karolína Muchová Beatriz Haddad Maia Donna Vekić |
| Szeptember 26 | Tallinn Open Tallinn, Észtország WTA 250 Kemény (f)                           | Ljudmila Kicsenok Nagyija Kicsenok 7–5, 4–6, [10–7]   | Nicole Melichar-Martinez Laura Siegemund | Kaia Kanepi Belinda Bencic        | Ysaline Bonaventure Karolína Muchová Beatriz Haddad Maia Donna Vekić |

### Október
| Kezdés     | Torna                                                                                              | Győztesek                                             | Ellenfelek a döntőben                 | Elődöntősök                               | Negyeddöntősök                                                                |
| ---------- | -------------------------------------------------------------------------------------------------- | ----------------------------------------------------- | ------------------------------------- | ----------------------------------------- | ----------------------------------------------------------------------------- |
| Október 3  | Ostrava Open Ostrava, Csehország WTA 500 Kemény (f)                                                | Barbora Krejčíková 5–7, 7–6(4), 6–3                   | Iga Świątek                           | Jekatyerina Alekszandrova Jelena Ribakina | Catherine McNally Tereza Martincová Alycia Parks Petra Kvitová                |
| Október 3  | Ostrava Open Ostrava, Csehország WTA 500 Kemény (f)                                                | Catherine McNally Alycia Parks 6–3, 6–2               | Alicja Rosolska Erin Routliffe        | Jekatyerina Alekszandrova Jelena Ribakina | Catherine McNally Tereza Martincová Alycia Parks Petra Kvitová                |
| Október 3  | Jasmin Open Monasztir, Tunézia WTA 250 Kemény                                                      | Elise Mertens 6–2, 6–0                                | Alizé Cornet                          | Claire Liu Veronyika Kugyermetova         | Unsz Dzsábir Moyuka Uchijima Tamara Zidanšek Diane Parry                      |
| Október 3  | Jasmin Open Monasztir, Tunézia WTA 250 Kemény                                                      | Kristina Mladenovic Kateřina Siniaková 6–2, 6–0       | Kato Miju Angela Kulikov              | Claire Liu Veronyika Kugyermetova         | Unsz Dzsábir Moyuka Uchijima Tamara Zidanšek Diane Parry                      |
| Október 10 | San Diego Open San Diego, Egyesült Államok WTA 500 Kemény                                          | Iga Świątek 6–3, 3–6, 6–0                             | Donna Vekić                           | Jessica Pegula Danielle Collins           | Cori Gauff Madison Keys Arina Szabalenka Paula Badosa                         |
| Október 10 | San Diego Open San Diego, Egyesült Államok WTA 500 Kemény                                          | Cori Gauff Jessica Pegula 1–6, 7–5, [10–4]            | Gabriela Dabrowski Giuliana Olmos     | Jessica Pegula Danielle Collins           | Cori Gauff Madison Keys Arina Szabalenka Paula Badosa                         |
| Október 10 | Transylvania Open Kolozsvár, Románia WTA 250 Kemény (f)                                            | Anna Blinkova 6–2, 3–6, 6–2                           | Jasmine Paolini                       | Vang Hszi-jü Anasztaszija Potapova        | Nuria Párrizas Díaz Jule Niemeier Bondár Anna Anhelina Kalinyina              |
| Október 10 | Transylvania Open Kolozsvár, Románia WTA 250 Kemény (f)                                            | Kirsten Flipkens Laura Siegemund 6–3, 7–5             | Kamilla Rahimova Jana Szizikova       | Vang Hszi-jü Anasztaszija Potapova        | Nuria Párrizas Díaz Jule Niemeier Bondár Anna Anhelina Kalinyina              |
| Október 17 | Guadalajara Open Akron Guadalajara, Mexikó WTA 1000 (nem kötelező) Kemény – 56E/32Q/28P            | Jessica Pegula 6–2, 6–3                               | María Szákari                         | Viktorija Azaranka Marie Bouzková         | Cori Gauff Sloane Stephens Veronyika Kugyermetova Anna Kalinszkaja            |
| Október 17 | Guadalajara Open Akron Guadalajara, Mexikó WTA 1000 (nem kötelező) Kemény – 56E/32Q/28P            | Storm Sanders Luisa Stefani 7–6(4), 6–7(2), [10–8]    | Anna Danilina Beatriz Haddad Maia     | Viktorija Azaranka Marie Bouzková         | Cori Gauff Sloane Stephens Veronyika Kugyermetova Anna Kalinszkaja            |
| Október 31 | WTA Finals Év végi bajnokság Fort Worth, Texas, USA 5 000 000$ – Kemény (f) – 8E/8P Egyéni – Páros | Caroline Garcia 7–6(4), 6–4                           | Arina Szabalenka                      | Iga Świątek María Szákari                 | Körmérkőzéses szakasz Cori Gauff Unsz Dzsábir Darja Kaszatkina Jessica Pegula |
| Október 31 | WTA Finals Év végi bajnokság Fort Worth, Texas, USA 5 000 000$ – Kemény (f) – 8E/8P Egyéni – Páros | Veronyika Kugyermetova Elise Mertens 6–2, 4–6, [11–9] | Barbora Krejčíková Kateřina Siniaková | Iga Świątek María Szákari                 | Körmérkőzéses szakasz Cori Gauff Unsz Dzsábir Darja Kaszatkina Jessica Pegula |

### November
| Kezdés     | Torna                                      | Győztesek   | Ellenfelek a döntőben | Elődöntősök                     | Negyeddöntősök |
| ---------- | ------------------------------------------ | ----------- | --------------------- | ------------------------------- | -------------- |
| November 7 | Billie Jean King Kupa Finálé TBD 12 csapat | Svájc · 2–0 | Ausztrália            | Csehország · Egyesült Királyság |                |

## Statisztika
Az alábbi táblázat az egyéniben (E), párosban (P) és vegyes párosban (V) elért győzelmek számát mutatja játékosonként, illetve országonként. Az oszlopokban a feltüntetett színekkel vannak elkülönítve egymástól a Grand Slam-tornák, az év végi bajnokságok (WTA Finals világbajnokság és a WTA Elite Trophy torna), a WTA1000 (kötelező és nem kötelező) tornák, valamint a WTA500 és a WTA250 tornák.
A játékosok/országok sorrendjét a következők határozzák meg: 1. győzelmek száma (azonos nemzetbeliek által megszerzett páros győzelem csak egyszer számít); 2. a torna rangja (a táblázat oszlopai szerinti sorrendben); 3. a versenyszám (egyéni – páros – vegyes páros); 4. ábécésorrend.
| Grand Slam tornák             |
| Év végi bajnokságok           |
| WTA 1000 (kötelező torna)     |
| WTA 1000 (nem kötelező torna) |
| WTA 500                       |
| WTA 250                       |

### Győzelmek játékosonként
| Össz | Játékos                           | Grand Slam | Grand Slam | Grand Slam | Év végi bajnokságok | Év végi bajnokságok | WTA1000 (kötelező) | WTA1000 (kötelező) | WTA1000 (nem kötelező) | WTA1000 (nem kötelező) | WTA500 | WTA500 | WTA250 | WTA250 | Összesen | Összesen | Összesen |
| Össz | Játékos                           | E          | P          | V          | E                   | P                   | E                  | P                  | E                      | P                      | E      | P      | E      | P      | E        | P        | V        |
| ---- | --------------------------------- | ---------- | ---------- | ---------- | ------------------- | ------------------- | ------------------ | ------------------ | ---------------------- | ---------------------- | ------ | ------ | ------ | ------ | -------- | -------- | -------- |
| 8    | Iga Świątek (POL)                 | ●          |            |            |                     |                     | ●                  |                    | ●                      |                        | ●      |        |        |        | 8        | 0        | 0        |
| 7    | Kateřina Siniaková (CZE)          |            | ●          |            |                     |                     |                    |                    |                        |                        |        | ●      | ●      | ●      | 1        | 6        | 0        |
| 6    | Jessica Pegula (USA)              |            |            |            |                     |                     |                    |                    | ●                      | ●                      |        | ●      |        | ●      | 1        | 5        | 0        |
| 5    | Barbora Krejčíková (CZE)          |            | ●          |            |                     |                     |                    |                    |                        |                        | ●      |        | ●      |        | 2        | 3        | 0        |
| 5    | Kristina Mladenovic (FRA)         |            | ●          | ●          |                     |                     |                    |                    |                        |                        |        |        |        | ●      | 0        | 4        | 1        |
| 5    | Caroline Garcia (FRA)             |            | ●          |            | ●                   |                     |                    |                    | ●                      |                        |        |        | ●      |        | 4        | 1        | 0        |
| 4    | Storm Sanders (AUS)               |            |            | ●          |                     |                     |                    |                    |                        | ●                      |        | ●      |        |        | 0        | 3        | 1        |
| 4    | Beatriz Haddad Maia (BRA)         |            |            |            |                     |                     |                    |                    |                        |                        |        | ●      | ●      | ●      | 2        | 2        | 0        |
| 3    | Ashleigh Barty (AUS)              | ●          |            |            |                     |                     |                    |                    |                        |                        | ●      | ●      |        |        | 2        | 1        | 0        |
| 3    | Veronyika Kugyermetova (RUS)      |            |            |            |                     | ●                   |                    |                    |                        | ●                      |        | ●      |        |        | 0        | 3        | 0        |
| 3    | Elise Mertens (BEL)               |            |            |            |                     | ●                   |                    |                    |                        |                        |        | ●      | ●      |        | 1        | 2        | 0        |
| 3    | Gabriela Dabrowski (CAN)          |            |            |            |                     |                     |                    | ●                  |                        |                        |        | ●      |        | ●      | 0        | 3        | 0        |
| 3    | Laura Siegemund (GER)             |            |            |            |                     |                     |                    | ●                  |                        |                        |        |        |        | ●      | 0        | 3        | 0        |
| 3    | Cori Gauff (USA)                  |            |            |            |                     |                     |                    |                    |                        | ●                      |        | ●      |        |        | 0        | 3        | 0        |
| 3    | Jeļena Ostapenko (LAT)            |            |            |            |                     |                     |                    |                    |                        | ●                      | ●      |        |        | ●      | 1        | 2        | 0        |
| 3    | Ljudmila Kicsenok (UKR)           |            |            |            |                     |                     |                    |                    |                        | ●                      |        |        |        | ●      | 0        | 3        | 0        |
| 3    | Ljudmila Szamszonova (RUS)        |            |            |            |                     |                     |                    |                    |                        |                        | ●      |        | ●      |        | 3        | 0        | 0        |
| 3    | Hozumi Eri (JPN)                  |            |            |            |                     |                     |                    |                    |                        |                        |        |        |        | ●      | 0        | 3        | 0        |
| 3    | Ninomija Makoto (JPN)             |            |            |            |                     |                     |                    |                    |                        |                        |        |        |        | ●      | 0        | 3        | 0        |
| 2    | Desirae Krawczyk (USA)            |            |            | ●          |                     |                     |                    |                    |                        |                        |        | ●      |        |        | 0        | 1        | 1        |
| 2    | Unsz Dzsábir (TUN)                |            |            |            |                     |                     | ●                  |                    |                        |                        | ●      |        |        |        | 2        | 0        | 0        |
| 2    | Giuliana Olmos (MEX)              |            |            |            |                     |                     |                    | ●                  |                        |                        |        | ●      |        |        | 0        | 2        | 0        |
| 2    | Hszü Ji-fan (CHN)                 |            |            |            |                     |                     |                    | ●                  |                        |                        |        | ●      |        |        | 0        | 2        | 0        |
| 2    | Jang Csao-hszüan (CHN)            |            |            |            |                     |                     |                    | ●                  |                        |                        |        | ●      |        |        | 0        | 2        | 0        |
| 2    | Vera Zvonarjova (RUS)             |            |            |            |                     |                     |                    | ●                  |                        |                        |        |        |        | ●      | 0        | 2        | 0        |
| 2    | Simona Halep (ROU)                |            |            |            |                     |                     |                    |                    | ●                      |                        |        |        | ●      |        | 2        | 0        | 0        |
| 2    | Luisa Stefani (BRA)               |            |            |            |                     |                     |                    |                    |                        | ●                      |        |        |        | ●      | 0        | 2        | 0        |
| 2    | Darja Kaszatkina (RUS)            |            |            |            |                     |                     |                    |                    |                        |                        | ●      |        | ●      |        | 2        | 0        | 0        |
| 2    | Magda Linette (POL)               |            |            |            |                     |                     |                    |                    |                        |                        |        | ●      |        |        | 0        | 2        | 0        |
| 2    | Catherine McNally (USA)           |            |            |            |                     |                     |                    |                    |                        |                        |        | ●      |        |        | 0        | 2        | 0        |
| 2    | Anna Danilina (KAZ)               |            |            |            |                     |                     |                    |                    |                        |                        |        | ●      |        | ●      | 0        | 2        | 0        |
| 2    | Jekatyerina Alekszandrova (RUS)   |            |            |            |                     |                     |                    |                    |                        |                        |        |        | ●      |        | 2        | 0        | 0        |
| 2    | Marie Bouzková (CZE)              |            |            |            |                     |                     |                    |                    |                        |                        |        |        | ●      | ●      | 1        | 1        | 0        |
| 2    | Anasztaszija Potapova (RUS)       |            |            |            |                     |                     |                    |                    |                        |                        |        |        | ●      | ●      | 1        | 1        | 0        |
| 2    | Bernarda Pera (USA)               |            |            |            |                     |                     |                    |                    |                        |                        |        |        | ●      |        | 2        | 0        | 0        |
| 2    | Csang Suaj (CHN)                  |            |            |            |                     |                     |                    |                    |                        |                        |        |        | ●      | ●      | 1        | 1        | 0        |
| 2    | Nicole Melichar-Martinez (USA)    |            |            |            |                     |                     |                    |                    |                        |                        |        |        |        | ●      | 0        | 2        | 0        |
| 2    | Ellen Perez (AUS)                 |            |            |            |                     |                     |                    |                    |                        |                        |        |        |        | ●      | 0        | 2        | 0        |
| 1    | Jelena Ribakina (KAZ)             | ●          |            |            |                     |                     |                    |                    |                        |                        |        |        |        |        | 1        | 0        | 0        |
| 1    | Sibahara Ena (JPN)                |            |            | ●          |                     |                     |                    |                    |                        |                        |        |        |        |        | 0        | 0        | 1        |
| 1    | Anasztaszija Pavljucsenkova (RUS) |            |            |            |                     |                     |                    |                    |                        | ●                      |        |        |        |        | 0        | 1        | 0        |
| 1    | Paula Badosa (ESP)                |            |            |            |                     |                     |                    |                    |                        |                        | ●      |        |        |        | 1        | 0        | 0        |
| 1    | Belinda Bencic (SUI)              |            |            |            |                     |                     |                    |                    |                        |                        | ●      |        |        |        | 1        | 0        | 0        |
| 1    | Anett Kontaveit (EST)             |            |            |            |                     |                     |                    |                    |                        |                        | ●      |        |        |        | 1        | 0        | 0        |
| 1    | Petra Kvitová (CZE)               |            |            |            |                     |                     |                    |                    |                        |                        | ●      |        |        |        | 1        | 0        | 0        |
| 1    | Anna Kalinszkaja (RUS)            |            |            |            |                     |                     |                    |                    |                        |                        |        | ●      |        |        | 0        | 1        | 0        |
| 1    | Andreja Klepač (SLO)              |            |            |            |                     |                     |                    |                    |                        |                        |        | ●      |        |        | 0        | 1        | 0        |
| 1    | Aleksandra Krunić (SRB)           |            |            |            |                     |                     |                    |                    |                        |                        |        | ●      |        |        | 0        | 1        | 0        |
| 1    | Alycia Parks (USA)                |            |            |            |                     |                     |                    |                    |                        |                        |        | ●      |        |        | 0        | 1        | 0        |
| 1    | Demi Schuurs (NED)                |            |            |            |                     |                     |                    |                    |                        |                        |        | ●      |        |        | 0        | 1        | 0        |
| 1    | Amanda Anisimova (USA)            |            |            |            |                     |                     |                    |                    |                        |                        |        |        | ●      |        | 1        | 0        | 0        |
| 1    | Irina-Camelia Begu (ROU)          |            |            |            |                     |                     |                    |                    |                        |                        |        |        | ●      |        | 1        | 0        | 0        |
| 1    | Anna Blinkova (RUS)               |            |            |            |                     |                     |                    |                    |                        |                        |        |        | ●      |        | 1        | 0        | 0        |
| 1    | Leylah Fernandez (CAN)            |            |            |            |                     |                     |                    |                    |                        |                        |        |        | ●      |        | 1        | 0        | 0        |
| 1    | Linda Fruhvirtová (CZE)           |            |            |            |                     |                     |                    |                    |                        |                        |        |        | ●      |        | 1        | 0        | 0        |
| 1    | Caroline Garcia (FRA)             |            |            |            |                     |                     |                    |                    |                        |                        |        |        | ●      |        | 1        | 0        | 0        |
| 1    | Angelique Kerber (GER)            |            |            |            |                     |                     |                    |                    |                        |                        |        |        | ●      |        | 1        | 0        | 0        |
| 1    | Madison Keys (USA)                |            |            |            |                     |                     |                    |                    |                        |                        |        |        | ●      |        | 1        | 0        | 0        |
| 1    | Tatjana Maria (GER)               |            |            |            |                     |                     |                    |                    |                        |                        |        |        | ●      |        | 1        | 0        | 0        |
| 1    | Petra Martić (CRO)                |            |            |            |                     |                     |                    |                    |                        |                        |        |        | ●      |        | 1        | 0        | 0        |
| 1    | Mayar Sherif (EGY)                |            |            |            |                     |                     |                    |                    |                        |                        |        |        | ●      |        | 1        | 0        | 0        |
| 1    | Sloane Stephens (USA)             |            |            |            |                     |                     |                    |                    |                        |                        |        |        | ●      |        | 1        | 0        | 0        |
| 1    | Martina Trevisan (ITA)            |            |            |            |                     |                     |                    |                    |                        |                        |        |        | ●      |        | 1        | 0        | 0        |
| 1    | Alicia Barnett (GBR)              |            |            |            |                     |                     |                    |                    |                        |                        |        |        |        | ●      | 0        | 1        | 0        |
| 1    | Bondár Anna (GBR)                 |            |            |            |                     |                     |                    |                    |                        |                        |        |        |        | ●      | 0        | 1        | 0        |
| 1    | Sophie Chang (USA)                |            |            |            |                     |                     |                    |                    |                        |                        |        |        |        | ●      | 0        | 1        | 0        |
| 1    | Kaitlyn Christian (USA)           |            |            |            |                     |                     |                    |                    |                        |                        |        |        |        | ●      | 0        | 1        | 0        |
| 1    | Olga Danilović (SRB)              |            |            |            |                     |                     |                    |                    |                        |                        |        |        |        | ●      | 0        | 1        | 0        |
| 1    | Anastasia Dețiuc (CZE)            |            |            |            |                     |                     |                    |                    |                        |                        |        |        |        | ●      | 0        | 1        | 0        |
| 1    | Kirsten Flipkens (BEL)            |            |            |            |                     |                     |                    |                    |                        |                        |        |        |        | ●      | 0        | 1        | 0        |
| 1    | Anna-Lena Friedsam (GER)          |            |            |            |                     |                     |                    |                    |                        |                        |        |        |        | ●      | 0        | 1        | 0        |
| 1    | Ekaterine Gorgodze (GEO)          |            |            |            |                     |                     |                    |                    |                        |                        |        |        |        | ●      | 0        | 1        | 0        |
| 1    | Catherine Harrison (USA)          |            |            |            |                     |                     |                    |                    |                        |                        |        |        |        | ●      | 0        | 1        | 0        |
| 1    | Okszana Kalasnikova (GEO)         |            |            |            |                     |                     |                    |                    |                        |                        |        |        |        | ●      | 0        | 1        | 0        |
| 1    | Nagyija Kicsenok (UKR)            |            |            |            |                     |                     |                    |                    |                        |                        |        |        |        | ●      | 0        | 1        | 0        |
| 1    | Miriam Kolodziejová (CZE)         |            |            |            |                     |                     |                    |                    |                        |                        |        |        |        | ●      | 0        | 1        | 0        |
| 1    | Marta Kosztyuk (UKR)              |            |            |            |                     |                     |                    |                    |                        |                        |        |        |        | ●      | 0        | 1        | 0        |
| 1    | Angela Kulikov (USA)              |            |            |            |                     |                     |                    |                    |                        |                        |        |        |        | ●      | 0        | 1        | 0        |
| 1    | Lidzija Marozava (BLR)            |            |            |            |                     |                     |                    |                    |                        |                        |        |        |        | ●      | 0        | 1        | 0        |
| 1    | Tereza Martincová (CZE)           |            |            |            |                     |                     |                    |                    |                        |                        |        |        |        | ●      | 0        | 1        | 0        |
| 1    | Asia Muhammad (USA)               |            |            |            |                     |                     |                    |                    |                        |                        |        |        |        | ●      | 0        | 1        | 0        |
| 1    | Olivia Nicholls (GBR)             |            |            |            |                     |                     |                    |                    |                        |                        |        |        |        | ●      | 0        | 1        | 0        |
| 1    | Bernarda Pera (USA)               |            |            |            |                     |                     |                    |                    |                        |                        |        |        |        | ●      | 0        | 1        | 0        |
| 1    | Erin Routliffe (NZL)              |            |            |            |                     |                     |                    |                    |                        |                        |        |        |        | ●      | 0        | 1        | 0        |
| 1    | Sabrine Santamaria (USA)          |            |            |            |                     |                     |                    |                    |                        |                        |        |        |        | ●      | 0        | 1        | 0        |
| 1    | Daria Saville (AUS)               |            |            |            |                     |                     |                    |                    |                        |                        |        |        |        | ●      | 0        | 1        | 0        |
| 1    | Astra Sharma (AUS)                |            |            |            |                     |                     |                    |                    |                        |                        |        |        |        | ●      | 0        | 1        | 0        |
| 1    | Jana Szizikova (RUS)              |            |            |            |                     |                     |                    |                    |                        |                        |        |        |        | ●      | 0        | 1        | 0        |
| 1    | Sara Sorribes Tormo (ESP)         |            |            |            |                     |                     |                    |                    |                        |                        |        |        |        | ●      | 0        | 1        | 0        |
| 1    | Aldila Sutjiadi (INA)             |            |            |            |                     |                     |                    |                    |                        |                        |        |        |        | ●      | 0        | 1        | 0        |
| 1    | Yanina Wickmayer (BEL)            |            |            |            |                     |                     |                    |                    |                        |                        |        |        |        | ●      | 0        | 1        | 0        |
| 1    | Tamara Zidanšek (SLO)             |            |            |            |                     |                     |                    |                    |                        |                        |        |        |        | ●      | 0        | 1        | 0        |
| 1    | Kimberley Zimmermenn (BEL)        |            |            |            |                     |                     |                    |                    |                        |                        |        |        |        | ●      | 0        | 1        | 0        |

### Győzelmek országonként
| Össz | Játékos                   | Grand Slam | Grand Slam | Grand Slam | Év végi bajnokságok | Év végi bajnokságok | WTA1000 (kötelező) | WTA1000 (kötelező) | WTA1000 (nem kötelező) | WTA1000 (nem kötelező) | WTA500 | WTA500 | WTA250 | WTA250 | Összesen | Összesen | Összesen |
| Össz | Játékos                   | E          | P          | V          | E                   | P                   | E                  | P                  | E                      | P                      | E      | P      | E      | P      | E        | P        | V        |
| ---- | ------------------------- | ---------- | ---------- | ---------- | ------------------- | ------------------- | ------------------ | ------------------ | ---------------------- | ---------------------- | ------ | ------ | ------ | ------ | -------- | -------- | -------- |
| 21   | Amerikai Egyesült Államok |            |            | 1          |                     |                     |                    |                    | 1                      | 2                      |        | 4      | 5      | 8      | 6        | 14       | 1        |
| 15   | Csehország                |            | 3          |            |                     |                     |                    |                    |                        |                        | 2      | 1      | 4      | 5      | 6        | 9        | 0        |
| 10   | Lengyelország             | 2          |            |            |                     |                     | 2                  |                    | 2                      |                        | 2      | 2      |        |        | 8        | 2        | 0        |
| 10   | Ausztrália                | 1          |            | 1          |                     |                     |                    |                    |                        | 1                      | 1      | 2      |        | 4      | 2        | 7        | 1        |
| 9    | Franciaország             |            | 1          | 1          | 1                   |                     |                    |                    | 1                      |                        |        |        | 2      | 3      | 4        | 4        | 1        |
| 6    | Belgium                   |            |            |            |                     | 1                   |                    |                    |                        |                        |        | 1      | 1      | 3      | 1        | 5        | 0        |
| 6    | Németország               |            |            |            |                     |                     |                    | 1                  |                        |                        |        |        | 2      | 3      | 2        | 4        | 0        |
| 6    | Brazília                  |            |            |            |                     |                     |                    |                    |                        | 1                      |        | 1      | 2      | 2      | 2        | 4        | 0        |
| 4    | Japán                     |            |            | 1          |                     |                     |                    |                    |                        |                        |        |        |        | 3      | 0        | 3        | 1        |
| 4    | Kanada                    |            |            |            |                     |                     |                    | 1                  |                        |                        |        | 1      | 1      | 1      | 1        | 3        | 0        |
| 4    | Kína                      |            |            |            |                     |                     |                    | 1                  |                        |                        |        | 1      | 1      | 1      | 1        | 3        | 0        |
| 4    | Ukrajna                   |            |            |            |                     |                     |                    |                    |                        | 1                      |        |        |        | 3      | 0        | 4        | 0        |
| 3    | Kazahsztán                | 1          |            |            |                     |                     |                    |                    |                        |                        |        | 1      |        | 1      | 1        | 2        | 0        |
| 3    | Románia                   |            |            |            |                     |                     |                    |                    | 1                      |                        |        |        | 2      |        | 3        | 0        | 0        |
| 3    | Lettország                |            |            |            |                     |                     |                    |                    |                        | 1                      | 1      |        |        | 1      | 1        | 2        | 0        |
| 2    | Tunézia                   |            |            |            |                     |                     | 1                  |                    |                        |                        | 1      |        |        |        | 2        | 0        | 0        |
| 2    | Mexikó                    |            |            |            |                     |                     |                    | 1                  |                        |                        |        | 1      |        |        | 0        | 2        | 0        |
| 2    | Spanyolország             |            |            |            |                     |                     |                    |                    |                        |                        | 1      |        |        | 1      | 1        | 1        | 0        |
| 2    | Szerbia                   |            |            |            |                     |                     |                    |                    |                        |                        |        | 1      | 1      |        | 1        | 1        | 0        |
| 2    | Szlovénia                 |            |            |            |                     |                     |                    |                    |                        |                        |        | 1      |        | 1      | 0        | 2        | 0        |
| 2    | Oroszország               |            |            |            |                     |                     |                    |                    |                        |                        |        | 2      |        |        | 0        | 2        | 0        |
| 1    | Észtország                |            |            |            |                     |                     |                    |                    |                        |                        | 1      |        |        |        | 1        | 0        | 0        |
| 1    | Svájc                     |            |            |            |                     |                     |                    |                    |                        |                        | 1      |        |        |        | 1        | 0        | 0        |
| 1    | Hollandia                 |            |            |            |                     |                     |                    |                    |                        |                        |        | 1      |        |        | 0        | 1        | 0        |
| 1    | Egyiptom                  |            |            |            |                     |                     |                    |                    |                        |                        |        |        | 1      |        | 1        | 0        | 0        |
| 1    | Horvátország              |            |            |            |                     |                     |                    |                    |                        |                        |        |        | 1      |        | 1        | 0        | 0        |
| 1    | Olaszország               |            |            |            |                     |                     |                    |                    |                        |                        |        |        | 1      |        | 1        | 0        | 0        |
| 1    | Egyesült Királyság        |            |            |            |                     |                     |                    |                    |                        |                        |        |        |        | 1      | 0        | 1        | 0        |
| 1    | Fehéroroszország          |            |            |            |                     |                     |                    |                    |                        |                        |        |        |        | 1      | 0        | 1        | 0        |
| 1    | Grúzia                    |            |            |            |                     |                     |                    |                    |                        |                        |        |        |        | 1      | 0        | 1        | 0        |
| 1    | Indonézia                 |            |            |            |                     |                     |                    |                    |                        |                        |        |        |        | 1      | 0        | 1        | 0        |
| 1    | Magyarország              |            |            |            |                     |                     |                    |                    |                        |                        |        |        |        | 1      | 0        | 1        | 0        |
| 1    | Új-Zéland                 |            |            |            |                     |                     |                    |                    |                        |                        |        |        |        | 1      | 0        | 1        | 0        |

### Első győzelmek
Az alábbi játékosok pályafutásuk első WTA-győzelmét szerezték az adott versenyszámban 2022-ben:
Egyéni
- Anasztaszija Potapova – Isztambul (Istanbul Cup)
- Martina Trevisan – Rabat (Morocco Cup)
- Beatriz Haddad Maia – Nottingham (Nottingham Open)
- Bernarda Pera – Budapest (Hungarian Ladies Open)
- Marie Bouzková – Prága (Prague Open)
- Linda Fruhvirtová – Csennai (Chennai Open)
- Mayar Sherif – Parma (Emilia-Romagna Open)
- Anna Blinkova – Kolozsvár (Transylvania Open)

Páros
- Jessica Pegula – Melbourne 1 (Gippsland Trophy)
- Bernarda Pera – Melbourne 2 (Yara Valley Classic)
- Kaitlyn Christian – Guadalajara (Abierto Zapopan)
- Catherine Harrison – Monterrey (Monterrey Open)
- Sabrine Santamaria – Monterrey (Monterrey Open)
- Magda Linette – Charleston (WTA Charleston)
- Aldila Sutjiadi – Bogotá (Copa Colsanitas)
- Sophie Chang – Hamburg (German Open Hamburg)
- Angela Kulikov – Hamburg (German Open Hamburg)
- Bondár Anna – Palermo (Palermo International)
- Alicia Barnett – Granby (Granby Championships)
- Olivia Nichols – Granby (Granby Championships)
- Marta Kosztyuk – Portorož (Slovenia Open)
- Tereza Martincová – Portorož (Slovenia Open)
- Anastasia Dețiuc – Parma (Emilia-Romagna Open)
- Miriam Kolodziejová – Parma (Emilia-Romagna Open)
- Alycia Parks – Ostrava (Ostrava Open)

### Címvédések
Az alábbi játékosok megvédték előző évben szerzett bajnoki címüket:
Egyéni
- Leylah Fernandez – Monterrey (Monterrey Open)
- Iga Świątek – Róma (Italian Open)

Páros
- Anna Danilina – Varsó (WTA Poland Open)
- Kimberley Zimmermann – Palermo (Palermo International)

Vegyes páros
- Desirae Krawczyk – Wimbledon (Wimbledon vegyes páros)

### Top10 belépők
Az alábbi játékosok pályafutásuk során először kerültek a világranglista első 10 helyezettje közé:
Egyéni
- Danielle Collins (2022. január 31-én a 10. helyre)
- Jessica Pegula (2022. június 6-án a 8. helyre)
- Emma Raducanu (2022. július 11-én a 10. helyre)
- Cori Gauff (2022. szeptember 12-én a 8. helyre)
- Veronyika Kugyermetova (2022. október 24-én a 9. helyre)

Páros
- Veronyika Kugyermetova (2022. január 31-én a 9. helyre)
- Cori Gauff (2022. február 28-án a 10. helyre)
- Jessica Pegula (2022. augusztus 15-én a 8. helyre)
- Jeļena Ostapenko (2022. augusztus 22-én a 9. helyre)

## Ranglisták
A naptári évre szóló ranglistán (race) az előző szezon zárásától, azaz a WTA Elite Trophy döntőjét követő héttől szerzett pontokat tartják számon, és az október végén vagy november elején megrendezésre kerülő világbajnokságra való kijutás függ tőle. A WTA-világranglista ezzel szemben az előző 52 hét versenyein szerzett pontokat veszi figyelembe, a következő szisztéma alapján: egyéniben maximum 16, párosban 11 tornát lehet beszámítani, amelyekbe mindenképpen beletartoznak a Grand Slam-tornák, a kötelező WTA1000-versenyek és az év végi bajnokságok, valamint a világranglista első húsz helyezettje számára a nem kötelező WTA1000 versenyeken elért két legjobb eredmény is.
- Megjegyzés: Oroszország és Fehéroroszország versenyzői az országaikkal szembeni szankciók miatt nem indulhatnak országuk zászlaja alatt, ezeknél a versenyzőknél a  ikon látható.

### Egyéni

#### Az éves pontszám (race) és a világranglista 2022. évi végeredménye
Az alábbi két táblázat a race (az előző WTA Elite Trophy döntője után szerzett pontok száma) és a világranglista (az előző 52 héten szerzett pontok száma) állását mutatja be egyéniben az első harminc játékossal. Sárga alászínezéssel az évvégi világbajnokságra bejutott versenyzők. Zöld alászínezéssel a 2022-es WTA Finals megnyerésével a WTA 2022. évi világbajnoka.
| A 2022. évi pontszerzések állása (2022. október 24.) | A 2022. évi pontszerzések állása (2022. október 24.) | A 2022. évi pontszerzések állása (2022. október 24.) | A 2022. évi pontszerzések állása (2022. október 24.) | A 2022. évi pontszerzések állása (2022. október 24.) | A 2022. évi pontszerzések állása (2022. október 24.) |
| #                                                    | Vált.                                                | Játékos                                              | Ország                                               | Pont                                                 | Tornák                                               |
| ---------------------------------------------------- | ---------------------------------------------------- | ---------------------------------------------------- | ---------------------------------------------------- | ---------------------------------------------------- | ---------------------------------------------------- |
| 1                                                    | Állandó                                              | Iga Świątek                                          | Lengyelország                                        | 10335                                                | 16                                                   |
| 2                                                    | Állandó                                              | Unsz Dzsábir                                         | Tunézia                                              | 4555                                                 | 17                                                   |
| 3                                                    | Állandó                                              | Jessica Pegula                                       | Amerikai Egyesült Államok                            | 4316                                                 | 17                                                   |
| 4                                                    | Állandó                                              | Cori Gauff                                           | Amerikai Egyesült Államok                            | 3271                                                 | 18                                                   |
| 5                                                    | 5                                                    | María Szákari                                        | Görögország                                          | 3121                                                 | 21                                                   |
| 6                                                    | Állandó                                              | Caroline Garcia                                      | Franciaország                                        | 3000                                                 | 21                                                   |
| 7                                                    | 2                                                    | Arina Szabalenka                                     |                                                      | 2970                                                 | 20                                                   |
| 8                                                    | 1                                                    | Darja Kaszatkina                                     |                                                      | 2935                                                 | 22                                                   |
| 9                                                    | Állandó                                              | Veronyika Kugyermetova                               |                                                      | 2795                                                 | 20                                                   |
| 10                                                   | 2                                                    | Simona Halep                                         | Románia                                              | 2661                                                 | 16                                                   |
| 11                                                   | 2                                                    | Madison Keys                                         | Amerikai Egyesült Államok                            | 2417                                                 | 20                                                   |
| 12                                                   | Állandó                                              | Belinda Bencic                                       | Svájc                                                | 2365                                                 | 19                                                   |
| 13                                                   | 2                                                    | Paula Badosa                                         | Spanyolország                                        | 2363                                                 | 21                                                   |
| 14                                                   | Állandó                                              | Danielle Collins                                     | Amerikai Egyesült Államok                            | 2287                                                 | 13                                                   |
| 15                                                   | 2                                                    | Petra Kvitová                                        | Csehország                                           | 2097                                                 | 19                                                   |
| 16                                                   | 1                                                    | Anett Kontaveit                                      | Észtország                                           | 2093                                                 | 16                                                   |
| 17                                                   | 1                                                    | Beatriz Haddad Maia                                  | Brazília                                             | 2050                                                 | 22                                                   |
| 18                                                   | 1                                                    | Jeļena Ostapenko                                     | Lettország                                           | 1986                                                 | 19                                                   |
| 19                                                   | 1                                                    | Jekatyerina Alekszandrova                            |                                                      | 1910                                                 | 20                                                   |
| 20                                                   | 2                                                    | Ljudmila Szamszonova                                 |                                                      | 1910                                                 | 20                                                   |
| 21                                                   | Állandó                                              | Jelena Ribakina                                      | Kazahsztán                                           | 1860                                                 | 22                                                   |
| 22                                                   | 2                                                    | Barbora Krejčíková                                   | Csehország                                           | 1850                                                 | 16                                                   |
| 23                                                   | Állandó                                              | Amanda Anisimova                                     | Amerikai Egyesült Államok                            | 1746                                                 | 15                                                   |
| 24                                                   | Állandó                                              | Csang Suaj                                           | Kína                                                 | 1600                                                 | 28                                                   |
| 25                                                   | 9                                                    | Viktorija Azaranka                                   |                                                      | 1597                                                 | 14                                                   |
| 26                                                   | 9                                                    | Marie Bouzková                                       | Csehország                                           | 1592                                                 | 15                                                   |
| 27                                                   | 1                                                    | Martina Trevisan                                     | Olaszország                                          | 1486                                                 | 21                                                   |
| 28                                                   | 1                                                    | Elise Mertens                                        | Belgium                                              | 1475                                                 | 22                                                   |
| 29                                                   | 4                                                    | Aljakszandra Szasznovics                             |                                                      | 1428                                                 | 21                                                   |
| 30                                                   | 4                                                    | Karolína Plíšková                                    | Csehország                                           | 1426                                                 | 19                                                   |

| 1  | Iga Świątek (POL)               | 11085 | 17 | 9   | 1  | 9   | 8       |
| 2  | Unsz Dzsábir (TUN)              | 5055  | 18 | 10  | 2  | 10  | 8       |
| 3  | Jessica Pegula (USA)            | 4691  | 18 | 18  | 3  | 22  | 15      |
| 4  | Caroline Garcia (FRA)           | 4375  | 23 | 74  | 4  | 79  | 70      |
| 5  | Arina Szabalenka (BLR)          | 3925  | 21 | 2   | 2  | 8   | 3       |
| 6  | María Szákari (GRE)             | 3871  | 22 | 6   | 3  | 8   | Állandó |
| 7  | Cori Gauff (USA)                | 3646  | 19 | 22  | 4  | 23  | 15      |
| 8  | Darja Kaszatkina (RUS)          | 3435  | 23 | 26  | 8  | 29  | 18      |
| 9  | Veronyika Kugyermetova (RUS)    | 2795  | 20 | 31  | 9  | 32  | 22      |
| 10 | Simona Halep (ROU)              | 2661  | 15 | 20  | 6  | 27  | 10      |
| 11 | Madison Keys (USA)              | 2417  | 20 | 56  | 11 | 87  | 45      |
| 12 | Belinda Bencic (SUI)            | 2365  | 19 | 23  | 11 | 28  | 11      |
| 13 | Paula Badosa (ESP)              | 2363  | 21 | 8   | 2  | 13  | 5       |
| 14 | Danielle Collins (USA)          | 2292  | 14 | 29  | 7  | 30  | 15      |
| 15 | Beatriz Haddad Maia (BRA)       | 2215  | 27 | 82  | 15 | 88  | 67      |
| 16 | Petra Kvitová (CZE)             | 2097  | 19 | 17  | 16 | 34  | 1       |
| 17 | Anett Kontaveit (EST)           | 2093  | 16 | 7   | 2  | 17  | 10      |
| 18 | Jeļena Ostapenko (LAT)          | 1986  | 19 | 28  | 11 | 28  | 10      |
| 19 | Jekatyerina Alekszandrova (RUS) | 1910  | 20 | 33  | 19 | 54  | 14      |
| 20 | Ljudmila Szamszonova (RUS)      | 1910  | 20 | 39  | 19 | 60  | 19      |
| 21 | Barbora Krejčíková (CZE)        | 1877  | 18 | 5   | 2  | 27  | 16      |
| 22 | Jelena Ribakina (KAZ)           | 1860  | 22 | 14  | 12 | 27  | 8       |
| 23 | Amanda Anisimova (USA)          | 1746  | 15 | 78  | 22 | 78  | 55      |
| 24 | Csang Suaj (CHN)                | 1665  | 31 | 63  | 24 | 74  | 39      |
| 25 | Cseng Csin-ven (CHN)            | 1642  | 21 | 143 | 25 | 126 | 118     |
| 26 | Marie Bouzková (CZE)            | 1607  | 16 | 89  | 25 | 97  | 63      |
| 27 | Viktorija Azaranka (BLR)        | 1597  | 14 | 27  | 15 | 27  | Állandó |
| 28 | Martina Trevisan (ITA)          | 1567  | 24 | 113 | 24 | 112 | 85      |
| 29 | Elise Mertens (BEL)             | 1475  | 23 | 21  | 20 | 44  | 8       |
| 30 | Kaia Kanepi (EST)               | 1433  | 20 | 72  | 29 | 115 | 42      |

| A 2022. évi pontszerzések állása (2022. október 24.) | A 2022. évi pontszerzések állása (2022. október 24.) | A 2022. évi pontszerzések állása (2022. október 24.) | A 2022. évi pontszerzések állása (2022. október 24.) | A 2022. évi pontszerzések állása (2022. október 24.) | A 2022. évi pontszerzések állása (2022. október 24.) |
| #                                                    | Vált.                                                | Játékos                                              | Ország                                               | Pont                                                 | Tornák                                               |
| ---------------------------------------------------- | ---------------------------------------------------- | ---------------------------------------------------- | ---------------------------------------------------- | ---------------------------------------------------- | ---------------------------------------------------- |
| 1                                                    | Állandó                                              | Iga Świątek                                          | Lengyelország                                        | 10335                                                | 16                                                   |
| 2                                                    | Állandó                                              | Unsz Dzsábir                                         | Tunézia                                              | 4555                                                 | 17                                                   |
| 3                                                    | Állandó                                              | Jessica Pegula                                       | Amerikai Egyesült Államok                            | 4316                                                 | 17                                                   |
| 4                                                    | Állandó                                              | Cori Gauff                                           | Amerikai Egyesült Államok                            | 3271                                                 | 18                                                   |
| 5                                                    | 5                                                    | María Szákari                                        | Görögország                                          | 3121                                                 | 21                                                   |
| 6                                                    | Állandó                                              | Caroline Garcia                                      | Franciaország                                        | 3000                                                 | 21                                                   |
| 7                                                    | 2                                                    | Arina Szabalenka                                     |                                                      | 2970                                                 | 20                                                   |
| 8                                                    | 1                                                    | Darja Kaszatkina                                     |                                                      | 2935                                                 | 22                                                   |
| 9                                                    | Állandó                                              | Veronyika Kugyermetova                               |                                                      | 2795                                                 | 20                                                   |
| 10                                                   | 2                                                    | Simona Halep                                         | Románia                                              | 2661                                                 | 16                                                   |
| 11                                                   | 2                                                    | Madison Keys                                         | Amerikai Egyesült Államok                            | 2417                                                 | 20                                                   |
| 12                                                   | Állandó                                              | Belinda Bencic                                       | Svájc                                                | 2365                                                 | 19                                                   |
| 13                                                   | 2                                                    | Paula Badosa                                         | Spanyolország                                        | 2363                                                 | 21                                                   |
| 14                                                   | Állandó                                              | Danielle Collins                                     | Amerikai Egyesült Államok                            | 2287                                                 | 13                                                   |
| 15                                                   | 2                                                    | Petra Kvitová                                        | Csehország                                           | 2097                                                 | 19                                                   |
| 16                                                   | 1                                                    | Anett Kontaveit                                      | Észtország                                           | 2093                                                 | 16                                                   |
| 17                                                   | 1                                                    | Beatriz Haddad Maia                                  | Brazília                                             | 2050                                                 | 22                                                   |
| 18                                                   | 1                                                    | Jeļena Ostapenko                                     | Lettország                                           | 1986                                                 | 19                                                   |
| 19                                                   | 1                                                    | Jekatyerina Alekszandrova                            |                                                      | 1910                                                 | 20                                                   |
| 20                                                   | 2                                                    | Ljudmila Szamszonova                                 |                                                      | 1910                                                 | 20                                                   |
| 21                                                   | Állandó                                              | Jelena Ribakina                                      | Kazahsztán                                           | 1860                                                 | 22                                                   |
| 22                                                   | 2                                                    | Barbora Krejčíková                                   | Csehország                                           | 1850                                                 | 16                                                   |
| 23                                                   | Állandó                                              | Amanda Anisimova                                     | Amerikai Egyesült Államok                            | 1746                                                 | 15                                                   |
| 24                                                   | Állandó                                              | Csang Suaj                                           | Kína                                                 | 1600                                                 | 28                                                   |
| 25                                                   | 9                                                    | Viktorija Azaranka                                   |                                                      | 1597                                                 | 14                                                   |
| 26                                                   | 9                                                    | Marie Bouzková                                       | Csehország                                           | 1592                                                 | 15                                                   |
| 27                                                   | 1                                                    | Martina Trevisan                                     | Olaszország                                          | 1486                                                 | 21                                                   |
| 28                                                   | 1                                                    | Elise Mertens                                        | Belgium                                              | 1475                                                 | 22                                                   |
| 29                                                   | 4                                                    | Aljakszandra Szasznovics                             |                                                      | 1428                                                 | 21                                                   |
| 30                                                   | 4                                                    | Karolína Plíšková                                    | Csehország                                           | 1426                                                 | 19                                                   |

| 1  | Iga Świątek (POL)               | 11085 | 17 | 9   | 1  | 9   | 8       |
| 2  | Unsz Dzsábir (TUN)              | 5055  | 18 | 10  | 2  | 10  | 8       |
| 3  | Jessica Pegula (USA)            | 4691  | 18 | 18  | 3  | 22  | 15      |
| 4  | Caroline Garcia (FRA)           | 4375  | 23 | 74  | 4  | 79  | 70      |
| 5  | Arina Szabalenka (BLR)          | 3925  | 21 | 2   | 2  | 8   | 3       |
| 6  | María Szákari (GRE)             | 3871  | 22 | 6   | 3  | 8   | Állandó |
| 7  | Cori Gauff (USA)                | 3646  | 19 | 22  | 4  | 23  | 15      |
| 8  | Darja Kaszatkina (RUS)          | 3435  | 23 | 26  | 8  | 29  | 18      |
| 9  | Veronyika Kugyermetova (RUS)    | 2795  | 20 | 31  | 9  | 32  | 22      |
| 10 | Simona Halep (ROU)              | 2661  | 15 | 20  | 6  | 27  | 10      |
| 11 | Madison Keys (USA)              | 2417  | 20 | 56  | 11 | 87  | 45      |
| 12 | Belinda Bencic (SUI)            | 2365  | 19 | 23  | 11 | 28  | 11      |
| 13 | Paula Badosa (ESP)              | 2363  | 21 | 8   | 2  | 13  | 5       |
| 14 | Danielle Collins (USA)          | 2292  | 14 | 29  | 7  | 30  | 15      |
| 15 | Beatriz Haddad Maia (BRA)       | 2215  | 27 | 82  | 15 | 88  | 67      |
| 16 | Petra Kvitová (CZE)             | 2097  | 19 | 17  | 16 | 34  | 1       |
| 17 | Anett Kontaveit (EST)           | 2093  | 16 | 7   | 2  | 17  | 10      |
| 18 | Jeļena Ostapenko (LAT)          | 1986  | 19 | 28  | 11 | 28  | 10      |
| 19 | Jekatyerina Alekszandrova (RUS) | 1910  | 20 | 33  | 19 | 54  | 14      |
| 20 | Ljudmila Szamszonova (RUS)      | 1910  | 20 | 39  | 19 | 60  | 19      |
| 21 | Barbora Krejčíková (CZE)        | 1877  | 18 | 5   | 2  | 27  | 16      |
| 22 | Jelena Ribakina (KAZ)           | 1860  | 22 | 14  | 12 | 27  | 8       |
| 23 | Amanda Anisimova (USA)          | 1746  | 15 | 78  | 22 | 78  | 55      |
| 24 | Csang Suaj (CHN)                | 1665  | 31 | 63  | 24 | 74  | 39      |
| 25 | Cseng Csin-ven (CHN)            | 1642  | 21 | 143 | 25 | 126 | 118     |
| 26 | Marie Bouzková (CZE)            | 1607  | 16 | 89  | 25 | 97  | 63      |
| 27 | Viktorija Azaranka (BLR)        | 1597  | 14 | 27  | 15 | 27  | Állandó |
| 28 | Martina Trevisan (ITA)          | 1567  | 24 | 113 | 24 | 112 | 85      |
| 29 | Elise Mertens (BEL)             | 1475  | 23 | 21  | 20 | 44  | 8       |
| 30 | Kaia Kanepi (EST)               | 1433  | 20 | 72  | 29 | 115 | 42      |

#### Világranglistát vezetők
| Név            | Élre kerülés        | Lekerülés        |
| -------------- | ------------------- | ---------------- |
| Ashleigh Barty | 2019. szeptember 9. | 2022. április 3. |
| Iga Świątek    | 2022. április 4.    |                  |

### Páros

#### Az éves pontszám (race) és a világranglista állása
Az alábbi két táblázat a race (az adott versenyévben elért pontok száma) és a világranglista (a megelőző 52 héten szerzett pontok száma) állását mutatja be párosban az első tíz párral, illetve az első húsz játékossal, jelezve a helyezés változását az előző héthez képest. Sárga alászínezéssel az évvégi világbajnokságra bejutott párosok. Zöld alászínezéssel a 2022-es WTA Finals megnyerésével a WTA 2022. évi világbajnok párosa.
| 2022-es WTA világbajnokság páros kvalifikációjának végeredménye (2022. október 24.) | 2022-es WTA világbajnokság páros kvalifikációjának végeredménye (2022. október 24.) | 2022-es WTA világbajnokság páros kvalifikációjának végeredménye (2022. október 24.) | 2022-es WTA világbajnokság páros kvalifikációjának végeredménye (2022. október 24.) | 2022-es WTA világbajnokság páros kvalifikációjának végeredménye (2022. október 24.) |
| #                                                                                   | Vált.                                                                               | Csapat                                                                              | Pont                                                                                | Tornák                                                                              |
| ----------------------------------------------------------------------------------- | ----------------------------------------------------------------------------------- | ----------------------------------------------------------------------------------- | ----------------------------------------------------------------------------------- | ----------------------------------------------------------------------------------- |
| 1                                                                                   | 1                                                                                   | Barbora Krejčíková (CZE) · Kateřina Siniaková (CZE)                                 | 4651                                                                                |                                                                                     |
| 2                                                                                   | 1                                                                                   | Gabriela Dabrowski (CAN) · Giuliana Olmos (MEX)                                     | 4335                                                                                |                                                                                     |
| 3                                                                                   | Állandó                                                                             | Jessica Pegula (USA) · Cori Gauff (USA)                                             | 4086                                                                                |                                                                                     |
| 4                                                                                   | 1                                                                                   | Elise Mertens (BEL) · Veronyika Kugyermetova                                        | 3770                                                                                |                                                                                     |
| 5                                                                                   | 1                                                                                   | Ljudmila Kicsenok (UKR) · Jeļena Ostapenko (LAT)                                    | 3745                                                                                |                                                                                     |
| 6                                                                                   | Állandó                                                                             | Hszü Ji-fan (CHN) · Jang Csao-hszüan (CHN)                                          | 3580                                                                                |                                                                                     |
| 7                                                                                   | 2                                                                                   | Beatriz Haddad Maia (BRA) · Anna Danilina (KAZ)                                     | 3235                                                                                |                                                                                     |
| 8                                                                                   | 1                                                                                   | Demi Schuurs (NED) · Desirae Krawczyk (USA)                                         | 3180                                                                                |                                                                                     |
| 9                                                                                   | 1                                                                                   | Nicole Melichar-Martinez (USA) · Ellen Perez (AUS)                                  | 3160                                                                                |                                                                                     |
| 10                                                                                  | Állandó                                                                             | Caroline Garcia (FRA) · Kristina Mladenovic (FRA)                                   | 2560                                                                                |                                                                                     |

| 1  | Kateřina Siniaková (CZE)       | 6890 | 12 | 1   | 1  | 4   | Állandó |
| 2  | Veronyika Kugyermetova (RUS)   | 6035 | 15 | 14  | 2  | 14  | 12      |
| 3  | Barbora Krejčíková (CZE)       | 5937 | 10 | 2   | 2  | 8   | 1       |
| 4  | Cori Gauff (USA)               | 5360 | 15 | 21  | 1  | 26  | 17      |
| 5  | Elise Mertens (BEL)            | 5310 | 16 | 4   | 1  | 9   | 1       |
| 6  | Jessica Pegula (USA)           | 5160 | 16 | 50  | 3  | 51  | 44      |
| 7  | Gabriela Dabrowski (CAN)       | 4740 | 21 | 7   | 4  | 11  | Állandó |
| 8  | Giuliana Olmos (MEX)           | 4650 | 23 | 18  | 7  | 22  | 10      |
| 9  | Ljudmila Kicsenok (UKR)        | 4300 | 22 | 38  | 9  | 40  | 29      |
| 10 | Storm Sanders (AUS)            | 4265 | 15 | 30  | 8  | 30  | 20      |
| 11 | Anna Danilina (KAZ)            | 4220 | 33 | 83  | 11 | 75  | 72      |
| 12 | Jang Csao-hszüan (CHN)         | 4180 | 21 | 48  | 11 | 75  | 36      |
| 13 | Beatriz Haddad Maia (BRA)      | 4150 | 20 | 481 | 13 | 485 | 468     |
| 14 | Jeļena Ostapenko (LAT)         | 4020 | 17 | 23  | 7  | 30  | 9       |
| 15 | Hszü Ji-fan (CHN)              | 3975 | 21 | 37  | 15 | 58  | 22      |
| 16 | Desirae Krawczyk (USA)         | 3805 | 24 | 17  | 10 | 21  | 1       |
| 17 | Demi Schuurs (NED)             | 3685 | 19 | 11  | 10 | 21  | 6       |
| 18 | Kristina Mladenovic (FRA)      | 3650 | 11 | 24  | 12 | 232 | 6       |
| 19 | Nicole Melichar-Martinez (USA) | 3645 | 19 | 12  | 9  | 37  | 7       |
| 20 | Ellen Perez (AUS)              | 3460 | 20 | 42  | 15 | 50  | 22      |

#### Páros világranglistát vezetők
| Név                | Élre kerülés         | Lekerülés            |
| ------------------ | -------------------- | -------------------- |
| Kateřina Siniaková | 2021. november 15.   | 2022. június 5       |
| Elise Mertens      | 2022. június 6.      | 2022. augusztus 14.  |
| Cori Gauff         | 2022. augusztus 15.  | 2022. szeptember 11. |
| Kateřina Siniaková | 2022. szeptember 12. |                      |

## Visszavonult versenyzők
Azon versenyzők felsorolása, akik 2022-ben vonultak vissza az aktív játéktól, vagy 52 hete nem vettek részt versenyen, és pályafutásuk során egyéniben vagy párosban legalább egy WTA-tornagyőzelmet szereztek, vagy a világranglistán a legjobb 100 közé kerültek.
- Ashleigh Barty (1996. április 24. Ipswich, Ausztrália) – 2010–2022 közötti profi pályafutása során 15 egyéni és 12 páros WTA-tornát nyert meg, emellett négy egyéni és kilenc páros ITF-tornán végzett az első helyen. Juniorként megnyerte a 2011-es wimbledoni teniszbajnokság lány egyéni versenyét. A Grand Slam tornákon a legjobb eredménye egyéniben a 2019-es Roland Garroson, a 2021-es wimbledoni teniszbajnokságon, valamint a 2022-es Australian Openen elért győzelem. Párosban a 2018-as US Openen az amerikai Coco Vandeweghe párjaként megszerezte a trófeát. 2019-ben megnyerte a WTA év végi világbajnokságát, a WTA Finals tornát. A világranglista élére 2019. június 24-én került, és augusztus 11-ig, hét héten keresztül állt ott, majd szeptember 9-én ismét az élre került, és ezt követően 2019-ben, 2020-ban és 2021-ben is világelsőként zárta az évet. Visszavonulásáig összesen 120 héten keresztül volt a világ legjobb női teniszezője. Párosban a legjobb világranglista-helyezése az 5. hely volt 2018. május 21-én. 2022. március 23-án váratlanul bejelentette, hogy visszavonul a profi tenisztől.[11]
- Lara Arruabarrena Vecino (1992. március 20. Donostia-San Sebastián, Spanyolország) – 2007–2022 közötti pályafutása során egyéniben 2 WTA-tornán tudott győzni, emellett 1 WTA125K- és 13 ITF-tornán végzett az első helyen. Párosban 8 WTA-, 1 WTA125K- és 9 ITF-tornagyőzelmet szerzett. Az egyéni világranglistán a legjobb helyezése az 52. volt, amelyet 2017. július 3-án ért el, párosban a legjobb helyezése a 2016. február 22-én elért 28. hely. A Grand Slam-tornákon egyéniben mind a négy tornán a második körig sikerült jutnia, párosban a legjobb eredménye a 2020-as Australian Openen elért 3. kör. 2022 augusztusában jelentette be visszavonulását a profi tenisztől.[12]
- Kim Clijsters (1983. június 8. Bilzen, Belgium) – Profi pályafutását 1997-ben kezdte, amelyben 2007–2009, valamint 2012–2020 között szünetet tartott. Pályafutása során 41 egyéni és 11 páros WTA-tornát nyert meg, emellett három egyéni és három páros ITF-tornán végzett az első helyen. Juniorként párosban megnyerte a 2008-as Roland Garrost és a 2008-as US Opent, majd a felnőtt mezőnyben négy egyéni és két páros Grand Slam tornagyőzelmet aratott, amelyek közül egyéniben három alkalommal (2005, 2009, 2010) a US Opent és 2011-ben az Australian Opent nyerte meg, míg párosban 2003-ban a Roland Garroson és Wimbledonban győzött. 2002-ben, 2003-ban és 2010-ben három alkalommal nyerte meg a WTA év végi világbajnokságát. Egyéniben első alkalommal 2003. augusztus 11-én került a világranglista élére, amelyen négy alkalommal összesen 20 héten keresztül állt. Azon kevés teniszezők közé tartozik, aki párosban is világelső volt 2003 augusztus–szeptemberében, összesen négy hétig. 2022 áprilisában jelentette be végleges visszavonulását a profi tenisztől.[13]
- Christina McHale (1992. május 11. Teaneck, New Jersey, Amerikai Egyesült Államok) – 2010–2022 közötti profi pályafutása során egyéniben egy WTA- és három ITF-, párosban két WTA- és három ITF-tornát nyert meg. Legjobb egyéni világranglista-helyezése a 21. hely volt, ezt 2012. augusztus 20-án érte el, párosban a legjobbjaként a 35. helyre 2017. január 9-én került. A juniorok között a 2009-es Australian Openen párosban tornagyőzelmet ért el. A felnőtt Grand Slam-tornákon legjobb eredményeként egyéniben mind a négy tornán a 3. körig jutott, párosban ugyanezt sikerült elérnie 2011-ben, 2016-ban és 2018-ban Wimbledonban, valamint 2018-ban a US Openen. A 2011-es Pánamerikai Játékokon Guadalajarában párosban ezüst, egyéniben bronzérmet nyert. 2022 augusztusában jelentette be visszavonulását a profi tenisztől.[12]
- Lucie Hradecká (1985. május 21. Prága, Csehország) – 2002–2022 közötti profi pályafutása során egyéniben nem tudott WTA-tornát nyerni, hét döntőt veszített el, az ITF-tornákon azonban 20 alkalommal végzett az első helyen. Párosban a WTA-tornákon elért 26 tornagyőzelem mellett 35 ITF-tornán diadalmaskodott. Legjobb egyéni világranglista-helyezése a 41. hely volt 2011. június 6-án, míg párosban a negyedik helyig jutott 2012. október 22-én. A Grand Slam-tornákon egyéniben a legjobb eredménye a 2015-ös Australian Openen elért 3. kör, párosban azonban két alkalommal is magasba emelhette a trófeát, 2011-ben a Roland Garroson, és 2013-ban a US Openen, mindkétszer Andrea Hlaváčkovával. Emellett vegyes párosban szerezte harmadik Grand Slam-tornagyőzelmét František Čermák oldalán a 2013-as Roland Garroson. A 2012-es londoni olimpián Andrea Hlaváčkovával párban ezüstérmet, míg 2016-ban Rio de Janeiróban vegyes párosban Radek Štěpánekkel bronzérmet szerzett. 2022 októberében jelentette be visszavonulását a profi tenisztől.[14]
- Jelena Janković (1985. február 28. Belgrád, Jugoszlávia, ma Szerbia) – 2000–2022 közötti profi pályafutása során egyéniben 15, párosban két WTA-tornagyőzelmet aratott, emellett egyéniben 1 WTA125K- és két ITF-tornán végzett az első helyen. A Grand Slam-tornákon egyéniben a legjobb eredményét a 2008-as US Openen érte el, amikor a döntőbe jutott. Jamie Murray-vel az oldalán 2007-ben wimbledoni győztes volt vegyes párosban. 2008. augusztusban került először a világranglista élére, akkor csak egy hétig, majd 2008. október 6-tól 2009. február 1-ig 17 héten át vezette a ranglistát, így összesen 18 hétig állt a világranglista élén, annak ellenére, hogy Grand Slam-tornát a felnőttek között egyéniben nem nyert. Ez csak a juniorok között sikerült neki 2001-ben az Australian Openen. Ugyanebben az évben a US Openen a junior lányok páros versenyén a döntőbe jutott. Utolsó mérkőzését 2017-ben játszotta, ezután súlyos hátsérülése miatt hosszabb szünetet tartott. 2020-ban bejelentette, hogy visszatér a profi teniszhez, azonban erre nem került sor. Bár hivatalosan sosem búcsúzott el az aktív játéktól, 2022-ben Wimbledonban már a legendák versenyén indult, amellyel profi pályafutásának végét jelezte.[15]
- Květa Peschke (született: Květoslava Hrdličková) (1975. július 9. Bílovec, Csehország) – 1995–2022 közötti profi pályafutása során egyéniben egy WTA-tornán szerezte meg a végső győzelmet, míg párosban összesen 36 WTA-tornát nyert meg. Ebből az egyik egy Grand Slam-győzelem, amelyet 2011-ben ért el Wimbledonban Katarina Srebotnik partnereként, s amelynek köszönhetően 2011 júliusában – Srebotnikkal holtversenyben – világelső lett párosban, és 10 héten keresztül álltak a világranglista élén. 2011-ben az ITF az év női párosának választotta meg őket. Egyéni legjobb Grand Slam-tornaeredménye a 2005-ben Wimbedonban elért 4. kör. Legjobb egyéni világranglista-helyezése 26. hely volt, ezt 2005 novemberében érte el. 1998–2011 között tagja volt Csehország Fed-kupa-válogatottjának, amellyel 2011-ben megnyerte a Fed-kupát. 2022 áprilisában jelentette be visszavonulását.[16]
- Andrea Petković (1987. szeptember 9. Tuzla, Bosznia-Hercegovina) – 2006–2022 közötti profi pályafutása során egyéniben hétszer, párosban egy alkalommal győzött WTA-tornán, ezen kívül kilenc egyéni és három páros ITF-tornagyőzelmet szerzett. A Grand Slam-tornákon a legjobb eredménye az elődöntő, amelyig egyéniben a 2014-es Roland Garroson, párosban a 2014-es wimbledoni teniszbajnokságon jutott. A világranglistán a legjobb helyezése egyéniben a 9. hely, amelyet 2011. október 10-én ért el, párosban legjobbjaként a 46. helyig jutott 2014. július 14-én. 2022 augusztusában jelentette be visszavonulását a profi tenisztől.[17]
- Mónica Puig (1993. szeptember 27. San Juan, Puerto Rico) – 2010–2022 közötti profi pályafutása során egyéniben egy WTA és hat ITF-tornagyőzelmet szerzett.  A Grand Slam-tornákon egyéniben a legjobb eredménye a 2013-as wimbledoni teniszbajnokságon elért 4. kör. A világranglistán a legjobb helyezése egyéniben a 27. hely, amelyet 2016. szeptember 26-án ért el, párosban a 210. hely, amelyre 2015. május 25-én került. A 2016. évi nyári olimpia női egyes teniszversenyének győztese volt. A Nemzeti Olimpiai Bizottságok Szövetsége (ANOC) közgyűlésén a riói olimpia legjobb női sportolójának választotta. 2022. júniusban jelentette be, hogy sorozatos sérülései miatt abbahagyja a profi versenyzést.[18]
- Laura Robson (1994. január 21. Melbourne, Ausztrália) – Ausztrál születésű brit teniszezőnő. 2008–2022 közötti profi pályafutása során egyéniben három, párosban négy ITF-tornagyőzelmet szerzett. Juniorként egyéniben megnyerte a 2008-as wimbledoni teniszbajnokságot, és junior világelső volt. A felnőtt mezőnyben a Grand Slam-tornákon egyéniben a legjobb eredménye a 2012-es Roland Garroson, valamint a 2013-as wimbledoni teniszbajnokságon elért 4. kör. Párosban a 2010-es Australian Openen a negyeddöntőig jutott. A világranglistán a legjobb helyezése egyéniben a 27. hely, amelyet 2013. július 8-án ért el, párosban a 82. hely, amelyre 2014. március 17-én került. 2013. októberben megsérült, ezt követően 2016-ig mindössze 33 mérkőzést játszott. 2017-től vett részt ismét folyamatosan a versenyeken. 2022 májusában jelentette be visszavonulását a profi tenisztől.[19]
- Anastasija Sevastova (1990. április 13. Liepāja, Lettország) – 2006–2013 és 2016–2022 közötti profi pályafutása során egyéniben négyszer győzött WTA-tornán, ezen kívül 13 egyéni és négy páros ITF-tornagyőzelmet szerzett. A Grand Slam-tornákon egyéniben a legjobb eredménye az elődöntő amelyig a 2018-as US Openen jutott. Párosban a legjobb eredménye a negyeddöntő, amelyig szintén a 2018-as US Openen jutott. A világranglistán a legjobb helyezése egyéniben a 11. hely, amelyet 2018. október 15-én ért el, párosban legjobbjaként az 56. helyig jutott 2018. december 17-én. 2022 februárjában bejelentette, hogy bizonytalan ideig ismét felhagy a profi versenyzéssel, és lehet, hogy ez végleges lesz.[20]
- Katarina Srebotnik (1981. március 12. Slovenj Gradec, Jugoszlávia, ma Szlovénia) – 1995–2022 közötti profi pályafutása során egyéniben négy, párosban 39 WTA-tornát nyert meg, emellett egyéniben hat, párosban 19 ITF-tornán végzett az első helyen. 1998-ban a junior lányok között megnyerte a wimbledoni teniszbajnokságot, és döntős volt a US Openen. A felnőtt mezőnyben a Grand Slam-tornákon egyéniben a legjobb eredménye a 4. kör, amelyet 2022-ben és 2008-ban a Roland Garroson, valamint 2008-ban a US Openen ért el. A legjobb egyéni világranglista helyezése egyéniben a 20. hely, amelyre 2006. augusztus 7-én került. Párosban Květa Peschke partnereként megnyerte a 2011-es wimbledoni teniszbajnokságot, ennek köszönhetően 2011 júliusában – Peschkével holtversenyben – világelső lett párosban, és összesen 10 héten keresztül álltak a világranglista élén. Mivel 2011-ben további öt tornát megnyertek még közösen, a WTA az év párosának (Doubles Team of the Year), az ITF pedig az év női párosának választotta meg őket. Vegyes párosban ötszörös Grand Slam-győztesnek vallhatja magát: 2011-ben az Australian Openen; háromszor a Roland Garroson – 1999-ben, 2006-ban és 2010-ben; és 2003-ban a US Openen győzött. Bár utolsó profi mérkőzését 2020-ban játszotta, csak 2022 szeptemberében jelentette be visszavonulását.[21]
- Peng Suaj (1986. január 8. Hunan, Kína) – 2001–2022 közötti profi pályafutása során egyéniben kettő, párosban 23 WTA-torna győztese volt, emellett egyéniben két, párosban egy WTA 125K-, valamint egyéniben tíz, párosban három ITF-tornát nyert. Párosban a tajvani Hszie Su-vejjel megnyerték a 2013-as Roland Garros és a 2014-es wimbledoni teniszbajnokság női páros versenyét, valamint 2013-ban a világbajnokságnak számító WTA Tour Championships páros versenyét. Egyéni legjobb Grand Slam-tornaeredményeként bejutott a 2014-es US Open elődöntőjébe. Legjobb egyéni világranglista-helyezése 14. hely volt, ezt 2011. augusztusban érte el. Párosban először 2014. februárban került a világranglista élére, és összesen 20 héten keresztül volt világelső. Ő az első kínai teniszező, aki a világranglista élére került. A 2022-es téli olimpia végén bejelentette, hogy visszavonul a sportágtól, döntésének okaként sérülésekre és a folyamatban lévő COVID-19 járványra hivatkozott.[22]
- Stefanie Vögele (19920. március 10. Leuggern, Svájc) – 2006–2022 közötti profi pályafutása során WTA-tornát nem sikerült nyernie, egyéniben és párosban is egy alkalommal játszott döntőt. Egyéniben nyolcszor, párosban ötször nyert ITF-tornát. Grand Slam-tornákon a 3. kör volt a legjobb eredménye, amelyet egyéniben a 2013-as Roland Garroson, párosban 2014-ben Wimbledonban teljesített. Az egyéni világranglistán a legelőkelőbb helyezése a 42. volt, ezt 2013. november 11-én érte el, párosban a 100. helyen 2015. január 5-én állt. 2022 novemberében jelentette be a profi tenisztől való visszavonulását.[23]
- Serena Williams (1981. szeptember 26. Saginaw, Michigan, Amerikai Egyesült Államok) – 1995–2022 közötti profi pályafutása során összesen 39 Grand Slam-tornagyőzelmet aratott: egyéniben 23, párosban 14, vegyes párosban két alkalommal emelhette magasba a trófeát. Négyszeres olimpiai bajnok, a 2012-es londoni olimpián egyéniben, míg 2000-ben Sydney-ben, 2008-ban Pekingben és 2012-ben Londonban párosban győzött. Öt alkalommal győzött a világbajnokságnak számító WTA Finals-tornán. Egyéniben 73, párosban 23 WTA-torna győztese volt. Először 2022. július 8-án került a női világranglista élére, amelyen akkor 57 héten keresztül állt, majd még hét alkalommal szerezte vissza a világelsőséget, amely közül a 2013. február 18−2016. szeptember 11. közötti 186 hetes elsősége rekordnak számít. Összesen 319 héten át vezette a világranglistát. 2022 szeptemberében a US Openen fejezte be a pályafutását.[24]